# 五木ひろし
五木 ひろし（いつき ひろし、1948年〈昭和23年〉3月14日 - ） は、日本の歌手、作曲家、俳優。現在は演歌歌手として記されることが多い。京都府生まれ、福井県三方郡美浜町出身。所属事務所は株式会社五木プロモーション。レコード会社は、ファイブズ・エンタテインメント。妻は元女優の和由布子。

## 略歴

### 生い立ち
姉(長姉は11歳上)2人と兄がいる4人兄弟姉妹の末っ子として誕生。
幼稚園から小学校2年生までの3年間、三重県鳥羽市で暮らした。鳥羽市立加茂小学校に在籍していた頃から歌手になりたいと思っていたという。その後福井県美浜町に移り、父親は鉱山技師を辞め、建築用石材を扱う会社を興す。後に両親が離婚し、母子家庭で育つ。
上記は『「家」の履歴書』によるものだが、1972年の『週刊平凡』の取材内容とは異なる。この記事では、母親は福井県美浜町出身で、父親は三井鉱山の採鉱夫である。当地で末っ子のひろし（数夫）のほか、4人の子供が生まれた。ところが父親はいわゆる山師で、ひと山当てるとして母子5人を残し1950年に蒸発した。2年から3年経って長女が父に会いに行き、鳥羽市にいることを知らされたが、以降は一度も会わず、子供4人は母一人により美浜で育てられた。五木の母親は「ひろし（数夫）は中学卒業まで鳥羽に行ったことはない」と明かし、母親自身も1971年に至るまで「一度も美浜町以外の場所に住んだことはない」と話している。

### 1960年代
1963年3月、中学を卒業した翌日、長姉を頼って単身京都へ移り、関西音楽学院に入学。翌1964年5月、作曲家の上原げんとを紹介され、プロ歌手を目指し上京。上原の内弟子となり、松方弘樹らとともに歌を学ぶ。五木の歌唱力の高さから、松方は歌を諦めて俳優になった。
上京から4ヶ月後の1964年9月、第15回コロムビア全国歌謡コンクールにて優勝、コロムビアの専属歌手となる。「歌うミスター平凡」（雑誌『平凡』主催）に選抜され、1965年6月、松山まさるを芸名として、コロムビアから「新宿駅から/信濃路の果て」でデビュー。しかし頼みの綱だった上原が同年8月に心臓発作で急死。シングルを計6枚発売するもヒットに至らず、1967年に日本グラモフォンへ移籍。この時期は都はるみや北島三郎らスター歌手の前座や、キャバレーまわりが主で仕事の大半は地方巡業だった。1967年4月、一条英一に改名して、ポリドール・レーベルから「俺を泣かせる夜の雨/流れ星（B面は愛田健二）」で再デビュー。シングルを計3枚発売するもヒットに至らず、1968年、プロダクションの倒産とともに契約を解除される。仕事がなくなり貯金も尽き、食べる物にも困った。机の引き出しの奥から出てきたフジテレビの食堂の食券を握り締め、東中野のアパートから河田町のフジテレビまで歩いて行ったこともある。同じアパートに住んでいたホステスから弾き語りを勧められ、銀座の高級クラブ『クニ』で歌いはじめる。1969年、同店で作曲家の遠藤実を紹介され、ミノルフォンと契約。12月、三谷謙に再び改名して、「雨のヨコハマ/東京 長崎 札幌」で再デビューを果たす。しかしここでもシングルは売れず、デビューから約5年間で2度も芸名を変更するなど不遇の時代を過ごした。

### 1970年代
1970年、福井放送プロデューサーの勧めで、よみうりテレビ制作のオーディション番組『全日本歌謡選手権』に出場。当時、サラリーマンの初任給3万円の時代に、銀座のクラブ歌手としての収入が月50万円あった。落選すればプロ歌手として失格の烙印を押されて弾き語りの仕事にも響くため、生活を捨ててまで挑戦をすべきかで悩んだという。第1週挑戦時には「これで駄目なら、ふるさとの福井に帰って農業をやる」と覚悟のほどを語り、最終的には10週連続で勝ち残ってグランドチャンピオンとなった。これにより、レコード歌手として再デビューできる権利を獲得。1週目のゲスト審査員であった平尾昌晃は、他の審査員が酷評するなかで五木を絶賛し、後に「あんなうまい出場者を落としていたら、番組そのもののコンセプトだって変わってくるでしょう。もちろん演出はわかるよ。でも、音楽に関わっている者としてそれは譲れない線だった」と語っている。2週目のゲスト審査員であった作詞家の山口洋子も、淡谷のり子らが五木を酷評するなかで五木を擁護した。
その後、山口から徳間康快を紹介され、番組の7週目くらいにはデビュー曲が出来上がっていた。またこの頃、ミノルフォンを徳間が買収する話が進んでおり、徳間が新会社の看板となる歌手の引き抜きを考えて山口に相談したところ「お宅には三谷謙という凄い歌手がいるでしょう」と返されたというエピソードがある。山口の紹介で、当時目黒ジムを経営していた野口プロモーションの社長・野口修と契約を結び、同社の芸能人第1号となる。山口と平尾に師事。プロデューサーには山口が就任した。
1日だけ山口の命名したナカガワジュン名義で日劇の舞台に立ったのち、1971年3月に新しい芸名を五木ひろしとして、ミノルフォンから再デビューを果たす。苗字の「五木」は山口が五木寛之から命名した。「いいツキをひろおう」という意が込められている。「よこはま・たそがれ」はオリコンシングルチャートで最高位1位、登場週数46週、65万枚に迫る売上げを記録。第2弾シングルのマドロス演歌「長崎から船に乗って」も最高位4位、登場週数28週、45万枚に迫る売上げを記録。この年、第4回日本レコードセールス大賞男性新人賞を受賞。また「よこはま・たそがれ」では第4回新宿音楽祭金賞、第2回日本歌謡大賞放送音楽賞、第13回日本レコード大賞歌唱賞を受賞し、念願であったNHK紅白歌合戦（第22回）初出場も果たす。以降、2020年の「第71回NHK紅白歌合戦」まで歴代最長記録である50回連続出場を果たした。
1972年、第4弾シングル「待っている女」はポップス演歌とプロモーションされ、最高位6位、登場週数22週、25万枚を超える売上げを記録。同曲で第3回日本歌謡大賞放送音楽賞を2年連続2回目の受賞。ポップス演歌第2弾となる「夜汽車の女」で第14回日本レコード大賞歌唱賞を2年連続2回目の受賞。
1973年、「ふるさと」が最高位11位、登場週数43週、40万枚に迫る売上げを、「夜空」は最高位4位、登場週数31週、45万枚に迫る売上げを記録。「ふるさと」で第4回日本歌謡大賞放送音楽賞を3年連続3回目の受賞、「夜空」で第15回日本レコード大賞を初受賞。以後“賞レースの常連”となる。
1974年、「夜空」で第11回ゴールデン・アロー賞音楽賞を受賞。バラード演歌「別れの鐘の音」で第3回東京音楽祭国内大会ゴールデン・カナリー賞、世界大会外国審査員団賞（演歌系歌手としては初出場・初受賞）、第1回FNS歌謡祭'74音楽大賞上期最優秀視聴者賞を受賞。五木はデビュー当初から古賀政男の「古賀メロディーを自分の持ち歌にしたい」と熱望していた。古賀がコロムビア専属作曲家であるという“レコード会社間の壁”に阻まれていたが、この年「浜昼顔」でようやく五木の熱意が実った。同曲で第5回日本歌謡大賞放送音楽賞を4年連続4回目の受賞。
「みれん」は最高位6位、登場週数22週、35万枚を超える売上げを記録。同曲で第2回FNS歌謡祭'74音楽大賞下期最優秀視聴者賞（2期連続2回目）、第2回FNS歌謡祭'74音楽大賞年間最優秀グランプリ、第16回日本レコード大賞最優秀歌唱賞を受賞。第7回日本レコードセールス大賞LPゴールデン賞を受賞。
1975年、師匠である平尾昌晃から巣立ち、本格的に外部の作曲家の作品を歌い始める。森田公一を作曲に迎えたポップス演歌「哀恋記」は、最高位10位、登場週数16週、15万枚を超える売上げを記録。同曲で第3回FNS歌謡祭'75音楽大賞上期最優秀視聴者賞を3期連続3回目の受賞。
1976年、ラスベガス・ヒルトンで公演。「どこへ帰る」で第2回あなたが選ぶ全日本歌謡音楽祭ゴールデングランプリを受賞。1975年から1977年まで3年連続で白組トリを務めた。

1979年、所属事務所より独立。独立後第一弾「おまえとふたり」はカラオケブームに乗り、最高位3位、登場週数41週、ミリオンセラーと自身最大のヒット曲となる。「おまえとふたり」で第21回日本レコード大賞金賞を初受賞。第30回NHK紅白歌合戦では「おまえとふたり」で4回目となる白組トリを務める。8月には出身地の美浜町から依頼を受けて「美浜町民の歌」「若狭美浜音頭」（作詞は2曲とも森菊蔵）を「松山かずお」名義で作曲し、自ら歌唱した。

### 1980年代
1980年、「倖せさがして」が最高位4位、登場週数28週、50万枚に迫る売上げを、「ふたりの夜明け」が最高位10位、登場週数30週、35万枚を超える売上げを記録。第6回日本演歌大賞を2回目の受賞。第1回古賀政男記念音楽大賞優秀賞を受賞。第9回FNS歌謡祭音楽大賞最優秀グランプリを2回目の受賞。第6回あなたが選ぶ全日本歌謡音楽祭ゴールデングランプリを2回目の受賞。第11回日本歌謡大賞放送音楽賞を6回目の受賞。第22回日本レコード大賞金賞を2年連続2回目の受賞。第13回日本レコードセールス大賞シングルゴールデン賞を受賞。第31回NHK紅白歌合戦では「ふたりの夜明け」で2年連続5回目となる白組トリを務める。
1981年、「港・ひとり唄」は最高位21位、登場週数22週、20万枚に迫る売上げを記録。出身地である福井県の一市民・絽端久倫が作った詩に、新鋭の弦哲也を起用して曲を付けた企画もの旅情演歌「越前有情」が一定の評価を得たことから、この年の勝負作にも作曲を弦哲也で臨むことに踏み切る。
こうして誕生した「人生かくれんぼ」は最高位18位、登場週数33週、30万枚に迫る売上げを記録。後年、「越前有情」の歌碑が越前海岸国定公園の景勝地・呼鳥門の北側に建立される。「港・ひとり唄」で第10回FNS歌謡祭音楽大賞最優秀視聴者賞を受賞。「人生かくれんぼ」で第12回日本歌謡大賞放送音楽賞を2年連続7回目の受賞。第23回日本レコード大賞金賞を3年連続3回目の受賞。
1982年、「愛しつづけるボレロ」は最高位19位、登場週数19週、10万枚を超える売上げを記録。第1回メガロポリス歌謡祭演歌大賞を初受賞。「契り」は映画（東映系）「大日本帝国」の主題歌として自身では初めての映画タイアップ作品である。其の他、改名後では初めて自らが作曲を手懸けたシングル曲であること、非・演歌であること、売れっ子作詞家の阿久悠と初めてタッグを組み、最高位20位、登場週数30週、20万枚を超える売上げを記録。「居酒屋」は元々、五木のLPにソロで収録されていた曲であるが、同じ徳間音工のバーボン・レーベルに所属していた木の実ナナがそのカバー・シングルをデュエット企画で発売するにあたり、デュエット相手として五木が指名されたという経緯がある。自身では初めてのデュエット・シングルであり、最高位29位、登場週数48週、20万枚に迫る売上げを記録。同曲は現在でもカラオケの定番として人気が高い。非公式シングルとして発表になった「恋の大阪」は、1998年11月、八島義郎がセルフカバーしている。第8回日本演歌大賞演歌スター賞を受賞。「夢海峡」で第3回古賀政男記念音楽大賞優秀賞を受賞。「契り」で第15回日本作詩大賞を阿久悠（歌：五木ひろし）が受賞。「契り」で第11回FNS歌謡祭音楽大賞最優秀歌唱賞を受賞「契り」で第8回あなたが選ぶ全日本歌謡音楽祭ゴールデングランプリを3回目の受賞（歴代単独第1位）。「契り」で第13回日本歌謡大賞放送音楽賞を3年連続8回目の受賞。「契り」で第24回日本レコード大賞金賞を4年連続4回目の受賞。
1983年、「あなた」は自ら作曲を手懸け、最高位26位、登場週数21週、15万枚に迫る売上げを記録。谷崎潤一郎が著作した同名小説に材を得た文芸艶歌（つやうた）「細雪」は最高位9位、登場週数33週、45万枚に迫る売上げを記録。五木は後年、「艶歌は特に歌唱が難しい」と語っている。「細雪」で第12回FNS歌謡祭音楽大賞最優秀視聴者賞を受賞。「細雪」で第14回日本歌謡大賞優秀放送音楽賞を4年連続9回目の受賞。尚、優秀放送音楽賞は放送音楽賞が改称されたものである。「細雪」で第25回日本レコード大賞特別金賞を5年連続5回目の受賞。尚、この年のみ制定された特別金賞は、金賞と同格として取り扱われる。
1984年、4月には前述の「浜昼顔」と同様に、五木の熱意が実り、石本美由起がコロムビア専属作詞家であるという“レコード会社間の壁”を乗り越えて、旅情艶歌「長良川艶歌」が誕生。同曲では長良川の風物詩である鵜飼いを取り入れるた。8月、大作映画（東宝系）「おはん」（原作：宇野千代/監督：市川崑/出演：吉永小百合、石坂浩二、大原麗子、ミヤコ蝶々、他）の封切りに合わせ、同映画主題歌としてタイアップした艶歌「おはん」は、両A面扱いとしてヒット中の「長良川艶歌」のカップリングに収められ、装いも新たに再発売になる。「長良川艶歌/おはん」は最高位10位、登場週数47週、65万枚を超える売上げを記録。後年、「長良川艶歌」の歌碑が長良川畔の川灯台脇に建立される。「ふたりのラブソング」は都はるみとのデュエット企画のために五木が自ら作曲を手懸けており、“大物歌手同士のコンビ”などと話題を集める。第10回日本演歌大賞演歌名誉歌手賞を受賞。「長良川艶歌」で第13回FNS歌謡祭音楽大賞最優秀グランプリを3回目の受賞（歴代単独第1位）。第15回日本歌謡大賞を受賞。第26回日本レコード大賞を2回目の受賞（歴代第3位）。
1985年、「そして…めぐり逢い」は最高位12位、登場週数38週、25万枚を超える売上げを記録。第4回メガロポリス歌謡祭演歌大賞を2回目の受賞。「第11回日本演歌大賞を3回目の受賞。第14回FNS歌謡祭音楽大賞最優秀視聴者賞を受賞。第16回日本歌謡大賞優秀放送音楽賞を6年連続11回目の受賞（通算では歴代単独第1位、連続では沢田研二と並び歴代第1位）。第16回日本歌謡大賞最優秀放送音楽賞を受賞。第27回日本レコード大賞金賞を7年連続7回目の受賞。
1986年、大阪を舞台とした浪花演歌「浪花盃」は最高位23位、登場週数36週、20万枚を超える売上げを記録。第12回日本テレビ音楽祭優秀賞受賞。「第15回FNS歌謡祭音楽大賞最優秀視聴者賞を受賞。第28回日本レコード大賞金賞を8年連続8回目の受賞。
1987年、リンカーン・センターでニューヨーク公演を開催。「追憶」が最高位12位、登場週数45週、30万枚を超える売上げを記録。「追憶」で第6回メガロポリス歌謡祭演歌大賞（男性部門）を3回目の受賞。第13回日本演歌大賞演歌スター賞を受賞。第8回古賀政男記念音楽大賞を受賞。第16回FNS歌謡祭音楽大賞最優秀視聴者賞を受賞。第29回日本レコード大賞金賞を9年連続9回目の受賞。第38回NHK紅白歌合戦では「追憶」で6回目となる白組トリ、2回目となる大トリを務める。
1988年、「港の五番町」は、ムード歌謡を主に歌っていたコーラス・グループの原みつるとシャネル・ファイブが1972年9月に発売した作品であるが、これを復刻し、自身では初めてのカバーシングルとして発売したところ、最高位12位、登場週数26週、20万枚に迫る売上げを記録。「港の五番町」で第14回日本演歌大賞演歌スター賞を受賞。第21回日本作詩大賞を阿久悠（歌：五木ひろし）が受賞。第17回FNS歌謡祭音楽大賞最優秀視聴者賞を受賞。第30回日本レコード大賞金賞を10年連続10回目の受賞（通算・連続ともに歴代単独第1位）。第30回日本レコード大賞特別賞を初受賞（受賞理由（原文をそのまま掲載）：昭和54年、「おまえとふたり」によって第21回日本レコード大賞「金賞」を受賞以来、「ふたりの夜明け」「人生かくれんぼ」「契り」「細雪」「長良川艶歌」「そして…めぐり逢い」「浪花盃」「追憶」そして本年度第30回の「港の五番町」と連続10回「金賞」を受賞するという偉業をなし遂げた。これは、優れた作品と、それをより生かす卓越した歌唱力との相乗効果の見事な結実であるとともに、その歌唱が10年間、大衆の大きな支持を獲得し続けたことを物語っている。）。
1989年、「面影の郷」は最高位29位、登場週数21週、10万枚に迫る売上げを記録。5月、女優の和由布子と結婚。披露宴の規模は5億円と云われ、当時芸能界最高額。「面影の郷」で第8回メガロポリス歌謡祭演歌大賞（男性部門）を4回目の受賞（歴代単独第1位）。結婚とこれまでの数々の受賞実績等を踏まえ、歌手としては一定の成果を収めることができたと判断。従前とは一線を画し、今後の活動方針について以下の趣旨を決意表明。
大賞に直結する各賞へのノミネートについては、後進に道を空けるため、以降辞退している。但し、大賞候補の対象とはならない部門賞は除く。今後はより熟成された作品を新曲として発表し、発売周期（サイクル）には拘らずにじっくり歌い込んでゆき、従来どおり“現役歌手”として自身のオリジナル・ヒットを生み出し続けるということを前提に、今後は音楽文化の継承、後進の指導と育成、地域社会への貢献などにも目を向ける。
フォークシンガーの永井龍雲を作曲に迎えた「暖簾」を発売後は、約一年間次の新曲を発売せずこの曲に専念し、最高位26位、登場週数20週、10万枚に迫る売上げを記録。演歌以外の様々なジャンルの音楽家にも出会い、歌の幅が拡がってゆく。6月、「美浜・五木マラソン大会」を出身地の福井県三方郡美浜町で初めて開催。「美浜・五木ひろしマラソン大会」に改称され、以降も現在まで連続開催（年1回不定日）を継続中。

### 1990年代
1990年、船村徹を作曲に迎えた「心」は、北島三郎ばりの“正統派演歌”であり、最高位17位、登場週数26週、15万枚を超える売上げを記録。
1991年、「財団法人 国際親善協会」の設立をプロデュース。20周年ゴールド・シングルとして発売になった「おしどり」は長年連れ添う夫婦愛を描いた夫婦演歌であり、翌1992年にかけて最高位15位、登場週数42週、35万枚を超える売上げを記録。第33回日本レコード大賞特別賞を“「財団法人 国際親善協会」及びそのプロデューサー五木ひろし”として2回目の受賞。
1993年、「べにばな」は最高位19位、登場週数29週、30万枚に迫る売上げを記録。1994年、第45回NHK紅白歌合戦で7回目となる白組トリを務める。
1995年、自ら作曲を手懸けた「パパと遊ぼう」は、初めて童謡に挑戦した。「酒 尽々」は最高位22位、登場週数24週、20万枚に迫る売上げを記録。『五木ひろしベストコレクション'94 女ひとり』で第9回日本ゴールドディスク大賞アルバム賞演歌・男性部門を受賞。
1996年、再び永井龍雲を作曲に迎えた「女の酒場」は最高位33位、登場週数36週、10万枚を超える売上げを記録。『五木ひろし全曲集―酒 尽々』で第10回日本ゴールドディスク大賞アルバム賞演歌・男性部門を受賞。
1997年、第48回NHK紅白歌合戦では「千曲川」で8回目となる白組トリ、3回目となる大トリを務める。紅白歌合戦で出場した年より前に発売された曲を歌ったこと、再度同じ曲を歌ったことはいずれも、自身では初めてのことであるが、これは翌1998年の長野オリンピックへ向けての“賛歌”として、同地を舞台としたこの曲に白羽の矢が立てられたためである。
1998年、「千日草」は最高位42位、登場週数21週、10万枚に迫る売上げを記録。「酒 ひとり」は最高位31位、登場週数22週、10万枚を超える売上げを記録。第40回日本レコード大賞美空ひばりメモリアル選奨を受賞（受賞理由：三十年余に亘り第一線の地位を確保してきた業績に対して）。第49回NHK紅白歌合戦では「酒ひとり」で2年連続9回目となる白組トリを務める。
1999年、「再り会い」は最高位31位、登場週数21週、10万枚に迫る売上げを記録。

### 2000年代
2000年、第51回NHK紅白歌合戦では「山河」で10回目となる白組トリ、4回目となる大トリを務めた。2001年、「おふくろの子守唄」は“母”をテーマに掲げた曲であり、つんく♂がプロデュースしたが、母の急死以後は喪に服するとしてこの曲の歌唱を封印。「逢いたかったぜ」はコロムビア時代の恩師である上原げんとが作曲、岡晴夫が歌い、1955年7月に発売になった同名ヒット曲をカバーしたものである。
2002年、自身のレコード会社「ファイブス・エンタテインメント」の設立を果たし、長年所属してきた徳間ジャパン・コミュニケーションズから移籍。メジャー・ディスリビューションはキングレコードが担当。ファイブス・エンタテインメント移籍シングル第一弾「傘ん中」は最高位21位、登場回数28回、10万枚に迫る売上げを記録。「傘ん中」で第35回日本作詩大賞を阿久悠（歌：五木ひろし）が受賞。「愛のメリークリスマス」で第44回日本レコード大賞企画賞を受賞。第53回NHK紅白歌合戦では「おふくろの子守唄」で11回目となる白組トリ、5回目となる大トリを務める。「おふくろの子守唄」を歌唱することは封印していたが、このNHK紅白歌合戦で封印を解き、涙を浮かべながら熱唱した。
2003年、「逢えて…横浜」は再デビュー曲「よこはま・たそがれ」以来となる横浜を題材にしたシティー・ポップスであり、最高位21位、登場回数37回、10万枚に迫る売上げを記録。9月、構成と演出を自らが手懸けた「ライブコンサート」を日生劇場で興行。
2004年3月、第54回芸術選奨文部科学大臣賞（大衆芸能部門）を文化庁より受賞（受賞理由（原文をそのまま掲載）：自身の構成、演出による「五木ひろしライブコンサート」（日生劇場、9月）において日本の歌謡界に多大な業績を残した古賀政男作品に取り組み、創唱者に敬意を表す一方、自身の個性や持ち味を発揮し存在を強く印象付けた。大衆歌謡を原点に、伝統の継承と現代性を追求し実践。常に意欲的であり、精力的な活動を続けている。）。「アカシア挽歌/雪燃えて」は芸能生活40周年記念シングルとして両A面扱いで発売になり、最高位16位、登場回数35回、10万枚に迫る売上げを記録。芸能生活40周年記念アルバム『おんなの絵本』は、演歌界を代表する十六人の作家陣が豪華にちりばめられている。第46回日本レコード大賞ベスト・アルバム賞を受賞。授賞式では「冬の盆」と「アカシア挽歌」を披露。第55回NHK紅白歌合戦では「雪燃えて」で12回目となる白組トリを務める。
2005年、「ふりむけば日本海」は芸名を頂戴した五木寛之と初めてコラボレーションした。最高位14位、登場回数52回、10万枚に迫る売上げを記録。CDの売上げが不振に喘いでいる演歌・歌謡界の中にあって、コンスタントに10万枚程度の売上げ実績を収める。5月、チャリティーコンサートを熊本県南阿蘇村の野外劇場アスペクタで興行。構成と演出を自らが手懸けた「美しき日々コンサート」を日本各地で興行。地球の緑を次世代に継承するためのプロジェクト「Green Earth21」構想を計画し、実行委員長に就任。また、この年は読売ジャイアンツの新応援歌「ファインプレーを君といっしょに」の歌手にも選ばれた。
2006年、京都の高瀬川を舞台に、自ら作曲を手懸けた艶歌「高瀬舟」は、最高位9位、登場回数44回、10万枚に迫る売上げを記録。TOP10入りは「長良川艶歌/おはん」（1984年9月17日付、最高位10位）以来、自身では21年7か月ぶり通算16作目で、初登場での達成は自身ではこれが初めて。これまでの自身の最高順位は1976/2/19付「愛の始発」の15位で、歌手生活42年目で最高のスタートとなる。また、この21年7か月ぶりのTOP10入りという記録は「アーティスト別シングルTOP10入りインターバル記録」でカーペンターズの22年1か月ぶりに次いで歴代第2位。「アーティスト別シングルTOP10入りインターバル記録・邦楽アーティスト部門」では美空ひばりの「みだれ髪」の19年10か月を上回る歴代第1位の記録で、18年4か月ぶりに邦楽記録更新。「アーティスト別シングルTOP10入り高齢記録・邦楽アーティスト部門」では58歳で、小田和正に次いで歴代第2位。「高瀬舟」で第48回日本レコード大賞作曲賞を受賞。作曲家としても評価を得る。
2007年、2月、N響（NHK交響楽団）ポップスとのジョイントコンサートを興行。流行歌手としてはこれが初めて。自身にとって永年の夢であった“演歌とクラシックの共演”を果たした。3月、国立劇場公演を興行。歌手としてはこれが初めて。「ゆめかぜ」は最高位18位、登場回数37回を記録。10月、飛騨・美濃観光大使を委嘱。11月、紫綬褒章を受章。第58回NHK紅白歌合戦では「契り」で13回目となる白組トリ、6回目となる大トリを務める。尚、「契り」は二度目の歌唱となるが、それは作詞家・阿久悠の追悼企画のためである。
2008年、アップフロントエージェンシー（当時）へ芸能プロダクション（マネジメント契約）を移籍。ラヴ・ソング「この愛に死んでも」は最高位24位、登場回数22回を記録。4か月連続で5枚のシングルを発表。その第一弾「橋場の渡し」は、“大江戸ロマン”をテーマに隅田川最古の渡しを描いたものであり、最高位19位を記録。「テネシーワルツ」はパティ・ペイジ(1950年米国)と江利チエミ（1952年1月発売）をカバーしたジャズソング（アメリカン・ポップス）であり、自身では初めての外国作品であるとともに、初めて2か国語（英語/日本語）で交互に歌ったシングルとなる。「雪が降る」はアダモが自作自演（1963年）したシャンソンをカバー。

### 2010年代
2012年、愛媛県松山市の繁華街・二番町を舞台にした「夜明けのブルース」をリリース、松山うたこころ大使を委嘱。
2013年、博多ア・ラ・モードで第46回日本作詩大賞をレーモンド松屋（歌：五木ひろし）が受賞。
2014年3月6日、自身16年ぶり、9度目となる日本武道館での公演「五木ひろし 芸能生活50周年記念コンサート ありがとうこの歌を ありがとうあなたに」を開催。
2015年11月21日、日ブラジル外交関係樹立120周年記念事業として、ブラジル・サンパウロにてコンサートを開催。ブラジルでの単独コンサートは34年振りの公演となった。
2017年8月1日、公式YouTubeチャンネルを開設。
2017年11月20日、1971年9月の日劇初公演以来、中日劇場公演で通算公演数5000回、11月26日の千秋楽で5008回。
2018年秋の叙勲で旭日小綬章を受章。平成のカラオケで歌われた歌手ランキングでは第10位にランクインした。
2019年6月13日、NHKホールにて芸能生活55周年を記念した「五木ひろしスペシャルコンサート～紅白歌唱全41曲の軌跡～」を開催。一部を除き、ほぼ全曲を紅白歌合戦で歌唱された当時のキー、アレンジ、演出などで再現した。

### 2020年代
2020年、新型コロナウィルス感染拡大の影響により、予定されていたコンサートツアー等が相次いで公演中止･延期となる。8月20日、すみだトリフォニーホールにて行われた「新日本フィルハーモニー交響楽団特別演奏会 五木ひろし 50周年記念シンフォニックコンサート」が有観客公演としては約半年ぶりとなるステージとなった。9月1日･2日、「ITSUKIモデル 弾き語りライブ」と題したソーシャルディスタンスコンサートを浅草公会堂で開催。なお、この「シンフォニックコンサート」及び「ITSUKIモデル 弾き語りライブ」の模様はオンラインでの生配信も実施された。
2021年5月12日･13日、東京･LINE CUBE SHIBUYAにて、”五木ひろし”としてのデビュー50周年を記念した「ITSUKIフェス」を開催。
2021年10月17日、大阪の新歌舞伎座で行われた自身のライブで、同年の大みそかの「第72回NHK紅白歌合戦」への不出場の意向を示した。これまでベテラン大物歌手は事前にNHKから連絡を受け『辞退・卒業』などの言葉を発したが五木は『終了』と発表した。紅白歌合戦に歴代最長の50回連続出場しており、その記録は50回目で途切れることとなった。2021年以降の大みそかは、親交のあるももいろクローバーZが主催する『ももいろ歌合戦』（BS日テレ・ニッポン放送・ABEMAなどが生中継）へ出場している。
2025年7月12日、体調不良による緊急検査入院のため、明治座で開催中の「デビュー60周年記念　五木ひろし特別公演　坂本冬美特別出演」の当日12日と翌13日の公演を中止することが発表された。13日、慢性閉塞性肺疾患、気管支炎と診断されたため、明治座公演を19日まで休演することが発表された。18日、引き続き静養が必要との診断により24日まで休演となることが発表された。25日、公演に復帰した。

## 人物

### エピソード

#### 「千曲川」
1975年の勝負作として投入された旅情演歌「千曲川」はもともと猪俣公章が春日はるみ（新人時代の川中美幸）の不振を打開するために用意した作品で、星野哲郎によってタイトル（「笛吹川夜曲」）も詞もすでにでき上がっており、LPに収録された。しかし、かねてより五木の“NHK紅白歌合戦での初トリと2回目の日本レコード大賞獲り”を願っていた山口洋子は、この三拍子のメロディーの美しさに惚れ、猪俣からこれを譲り受ける。信濃川と名前を変え滔滔（とうとう）と日本海に注ぐ“日本一の大河”千曲川を詠った明治の文豪・島崎藤村の「千曲川旅情の歌」に感銘を受けた山口は、これを「千曲川」に改題し、敢えて現地には赴かずに東京に居ながら現地の情景を憧憬にも似た想いで詞を練ったという。その際、演歌にありがちな愛や色恋や情の部分を廃した。これらが功を奏し、最高位6位、登場週数42週、45万枚を超える売上げを記録、五木の代表作のひとつとなる。
この曲で第4回東京音楽祭国内大会ゴールデン・カナリー賞を2年連続2回目の受賞、世界大会へ2年連続2回目の出場。また、第4回FNS歌謡祭'75音楽大賞下期最優秀視聴者賞（4期連続4回目）、第1回日本テレビ音楽祭グランプリ、第6回日本歌謡大賞放送音楽賞（5年連続5回目）、第6回日本歌謡大賞放送音楽特別連盟賞（受賞理由：5年連続での放送音楽賞受賞に対して）、第17回日本レコード大賞最優秀歌唱賞（2年連続2回目。通算・連続ともに歴代第1位）をそれぞれ受賞。初めての白組トリを務めた第26回NHK紅白歌合戦でも歌われた。
五木はこの曲について「音域が意外に広く、迂闊には歌えない難しい曲」と語っている。山口は晩年「（自身の作品の中で）今でも“千曲川”が一番好きです」と述懐している。後年、この歌碑が長野県戸倉上山田温泉・萬葉公園内の千曲川を臨むことのできる位置に建立される。

#### 夜のヒットスタジオ
フジテレビ系「夜のヒットスタジオ」の初出演は1971年6月21日放送。出世作となる「よこはま・たそがれ」での初登場であった。以後、番組晩期の1990年1月10日放送まで、長らく準レギュラー格としてコンスタントに出演回数を積み重ね、歴代1位となる222回出演という驚異的な記録を残した。「ミスター夜ヒット」の代表格として、番組にも数多くの名シーンを残した。
- 人気コーナー「ご対面」でかつて公私共に世話になった2人の恩人とヒット歌手の仲間入りを果たした後で初めて対面し、感激のあまり号泣。「浜昼顔」をこの恩師2人が手前で座り見守るなか熱唱した（1974年8月19日放送）。
- 1回目のマンスリー担当時、1983年のヒット曲「細雪」を大量の紙吹雪が舞う中で、朝丘雪路の舞踊にあわせ披露した（1985年10月23日放送）。
- 2回目のマンスリー担当時、覆面バンド「ブービーズ」の一員として番組に登場し「当日・消印・有効」などを演奏。このほか「長良川艶歌」の際には、琴や三味線にも挑戦するなど、多芸ぶりをアピールした（1986年10月15日放送）。
- 女優・和由布子との結婚披露宴終了後、番組ラストに駆けつけ、夫人や友人が見守る中で、「絆」を熱唱した（1989年5月31日放送。ちなみに五木・和の結婚披露宴の中継を担当したのは夜ヒットの製作・放送局であるフジテレビである）。

#### 美空ひばり
美空ひばりが認めた歌手の1人。五木と美空の最初の出会いは五木が小学生の頃に福井県の海岸で行われた映画のロケ撮影であった。歌手となった五木は「サンドウィッチをごちそうになったこと」・「誕生日のゴルフコンペに招待され、（美空と）一緒にラウンドしたこと」・「婚約発表後に美空の自宅に招かれ、腕時計をプレゼントされたこと」など語り、結婚式をあげた翌月に美空が亡くなったことを「ひばりさんが一番苦しい時、自分は喜びの中にいた。そのことが今でも申し訳なく思える」と振り返っている。美空の死後もリスペクトする思いは変わらず、「歌謡界の帝王になる」という想いで歌手活動を続けている。

#### 敦賀ヨーロッパ軒
五木は子供の頃から敦賀ヨーロッパ軒の常連であり、店内にサインや写真パネルがあるほか、新譜をリリースする際に作られたポスターも貼ってある。（子供の頃から）「贅沢しよう」という日は家族でソースカツ丼を食べることが習慣であったことを明かし、「福井に帰ると今でも必ずヨーロッパ軒を訪ねています」と語っている。
五木の故郷で2014年5月31日に「五木ひろしふるさとコンサート」が開催された際、その出演者をヨーロッパ軒に招待したが、丁重に断られたことがあった。終演後、五木の提案を断った出演者が乗車するバスの車内には人数分のトンカツ弁当が積まれていた。この件を振り返った加藤訓（津軽三味線「藤秋会」の家元）は「予約をただ断るのではなく、お弁当を発注することでヨーロッパ軒の面子を保ち、しかも我々への配慮も忘れない。さすがです。」と語った。

#### マラソン大会
五木の故郷、福井県三方郡美浜町では1989年（平成元年）から五木の名を冠したマラソン大会が年に1回開催されている。この大会は五木の協力により開催される大会である。当初は『美浜五木マラソン大会』と題して開催したが、『美浜・五木ひろしマラソン』への改称を経て現在は『美浜・五木ひろしふるさとマラソン』として開催している。同大会には五木がスターター兼プレゼンターとして参加するが、スケジュールの都合で参加しない年もある。なお、同大会には芸能人やマラソン選手がゲストとして参加する。

#### その他
- 元・阪神の川藤幸三は美浜駅を挟んで同じ町内の出身[40]。
- 初期はロカビリー出身の作曲家・平尾昌晃とのコンビで売り出し、ポップス風の歌謡曲から次第に演歌へとシフトしたクロスオーバー的な経歴の持ち主である。演歌のみにとどまらず、歌謡曲・バラード・R&B・ポップス・フォーク・ニューミュージック・クラシカル・ジャズ・シャンソン・カンツォーネ・ロック・ラテン・民謡・童謡と、あらゆるジャンルの作品を歌いこなしてきた。
- 還暦を迎える前日の2008年3月13日、五木は思い出深い曲として自身の年代毎に、20代では「夜空」、30代では「おまえとふたり」、40代では「暖簾」、50代では「ふりむけば日本海」を挙げた。
- 海外公演やオーケストラとの共演など新しい試みにも挑戦している。
- コンサート等の公演チケット価格はトップクラスである[注釈 11]。
- 雑誌『女性セブン』の1974年6月26日号でセミヌード撮影に臨んだ。
- プロ野球では読売ジャイアンツのファンであり、2005年3月23日に五木ひろし with チームジャビッツ21 feat.徳光和夫 名義[注釈 12]で「ファインプレーを君と一緒に」を発売している（略歴#2000年代および#その他のシングルを参照）[15]。
- 2014年に紅白出場の継続に関して「北島（三郎）さんが一線を引いた年になるまであと12年。それまでは頑張る」と50回超えを宣言していた[42]。なお、2020年で50年連続出場を達成した際に番組側は五木に対して「今回を最後に勇退してほしい」と打診をするも本人が拒否したと伝えられていた[43]が、前述の通り2021年に勇退を表明した[44]。
- 金正男が好きな人物として五木の名をあげていた[45][46]。
- 同じ福井県出身で元モーニング娘。の高橋愛と親交があり、2008年に発売したモーニング娘。のカバーアルバム『COVER YOU』の収録曲「居酒屋」でデュエットしている[47]。声優で歌手の水樹奈々とも親交があり、2018年には彼女とのデュエットが実現した[48]。
- 2022年6月、国土交通省の委嘱を受け、ペニンシュラ応援大使に就任した[49]。
- 子供の頃、食卓に魚料理が並ぶ時は日本海で捕れた白身魚（鯛・ヒラメなど）が多かったため、「寿司屋に行っても赤身魚（マグロなど）は食べない」と公言している[注釈 13][24]。

### 日本レコード大賞受賞記録

#### 通算受賞記録
- 大賞：2回（EXILEの4回、浜崎あゆみの3回に次ぎ、橋幸夫、細川たかし、中森明菜、安室奈美恵、Mr.Children、AKB48と並んで歴代第3位）
- 最優秀歌唱賞：3回（歴代単独第1位）
- 歌唱賞：5回（歴代単独第1位）
- 金賞：10回（歴代単独第1位）※歌唱賞廃止後に新設された。
- 作曲賞：1回 ※自身の作曲に対して。
- ベスト・アルバム賞：1回
- 企画賞：2回
- 特別賞：2回
- 古賀政男記念賞：1回
- 美空ひばりメモリアル選奨：1回

#### 連続受賞記録
- 最優秀歌唱賞：2回（八代亜紀と並び、歴代第1位）
- 歌唱賞：5回（歴代単独第1位）
- 金賞：10回（歴代単独第1位）※歌唱賞廃止後に新設された。

### その他の受賞
- 紫綬褒章（2007年）[50]
- 第36回松尾芸能賞・大賞（2015年）[51]
- 旭日小綬章（2018年）[52]
- 第71回NHK放送文化賞（2019年度）[53][54]

### オリコン・シングル・チャート記録
※シングル・チャートに基づく（演歌チャートではない）。
- アーティスト・シングル・トータル・セールス：歴代単独第13位(B'zに追い抜かれる迄は歴代単独第1位、男性ソロ部門では未だに単独1位をキープしている)
- TOP100チャートイン作品数：歴代単独第1位
- TOP100総登場週数：歴代単独第1位

## ディスコグラフィ

### シングル
- 松山まさる名義（日本コロムビア）

| # | 発売日          | A/B面 | タイトル             | 作詞       | 作曲       | 編曲       | 規格品番 |
| - | --------------- | ----- | -------------------- | ---------- | ---------- | ---------- | -------- |
| 1 | 1965年 5月5日   | A面   | 新宿駅から           | 古野哲哉   | 上原げんと | 上原げんと | SAS-496  |
| 1 | 1965年 5月5日   | B面   | 信濃路の果て         | 安部幸子   | 上原げんと | 上原げんと | SAS-496  |
| 2 | 1965年 7月10日  | B面   | しばてん踊り         | 武政英策   | 武政英策   | 市川昭介   | SAS-559  |
| 3 | 1965年 8月20日  | A面   | 恋の船頭さん         | 丘灯至夫   | 上原げんと | 上原げんと | SAS-551  |
| 3 | 1965年 8月20日  | B面   | さよならてるてる坊主 | 石本美由起 | 上原げんと | 上原げんと | SAS-551  |
| 4 | 1965年 11月20日 | A面   | 母と子の道           | 白鳥朝詠   | 市川昭介   | 市川昭介   | SAS-615  |
| 4 | 1965年 11月20日 | B面   | 恋の長崎             | 西沢爽     | 上原げんと | 上原げんと | SAS-615  |
| 5 | 1966年 2月5日   | B面   | お月見おどり         | 丘灯至夫   | 船村徹     | 船村徹     | SAS-649  |
| 6 | 1966年 3月20日  | A面   | 働きながら学ぶ友     | 白鳥朝詠   | 市川昭介   | 市川昭介   | SAS-674  |
| 6 | 1966年 3月20日  | B面   | 空手小僧             | 白鳥朝詠   | 市川昭介   | 市川昭介   | SAS-674  |

- 一条英一名義（日本グラモフォン）

| # | 発売日        | A/B面 | タイトル               | 作詞       | 作曲       | 編曲     | 規格品番 |
| - | ------------- | ----- | ---------------------- | ---------- | ---------- | -------- | -------- |
| 1 | 1967年 3月5日 | A面   | 俺を泣かせる夜の雨     | 白鳥朝詠   | 松山まさる | 猪俣公章 | SDR-1264 |
| 2 | 1967年 7月5日 | A面   | 俺のキッスは嘘じゃない | 白鳥朝詠   | 池よしを   | 池よしを | SDR-1283 |
| 2 | 1967年 7月5日 | B面   | 今夜の俺は燃えてるぜ   | 白鳥朝詠   | 坂下キロク | 池よしを | SDR-1283 |
| 3 | 1968年 4月5日 | A面   | 波止場のマリー         | 水木かおる | 藤原秀行   | 筒井広志 | SDR-1339 |
| 3 | 1968年 4月5日 | B面   | 夜が憎い               | 小林一男   | 猿沢みやび | 竹内一朗 | SDR-1339 |

- 三谷謙名義（ミノルフォン）

| # | 発売日         | A/B面 | タイトル         | 作詞   | 作曲   | 編曲     | 規格品番 |
| - | -------------- | ----- | ---------------- | ------ | ------ | -------- | -------- |
| 1 | 1969年 12月1日 | A面   | 雨のヨコハマ     | 北五郎 | 遠藤実 | 牧野昭一 | KA-306   |
| 1 | 1969年 12月1日 | B面   | 東京・長崎・札幌 | 北五郎 | 遠藤実 | 牧野昭一 | KA-306   |

- 五木ひろし名義
  - 1〜38：ミノルフォン、39〜96：ニュークリーク、97〜：ファイブズエンタテインメント。

| #   | 発売日          | A/B面 | タイトル                                 | 作詞                  | 作曲                  | 編曲           | 規格品番              |
| --- | --------------- | ----- | ---------------------------------------- | --------------------- | --------------------- | -------------- | --------------------- |
| 1   | 1971年 3月1日   | A面   | よこはま・たそがれ                       | 山口洋子              | 平尾昌晃              | 平尾昌晃       | KA-368                |
| 1   | 1971年 3月1日   | B面   | 男が泣くとき                             | 山口洋子              | 平尾昌晃              | 竜崎孝路       | KA-368                |
| 2   | 1971年 8月25日  | A面   | 長崎から船に乗って                       | 山口洋子              | 平尾昌晃              | 高田弘         | KA-398                |
| 2   | 1971年 8月25日  | B面   | この恋いただきます                       | 山口洋子              | 平尾昌晃              | 小谷充         | KA-398                |
| 3   | 1972年 2月1日   | A面   | かもめ町みなと町                         | 山口洋子              | 筒美京平              | 筒美京平       | KA-416                |
| 3   | 1972年 2月1日   | B面   | びろうどの雨                             | 山口洋子              | 筒美京平              | 筒美京平       | KA-416                |
| 4   | 1972年 5月10日  | A面   | 待っている女                             | 山口洋子              | 藤本卓也              | 藤本卓也       | KA-428                |
| 4   | 1972年 5月10日  | B面   | 夕陽の恋                                 | 山口洋子              | 藤本卓也              | 藤本卓也       | KA-428                |
| 5   | 1972年 9月5日   | A面   | 夜汽車の女                               | 山口洋子              | 藤本卓也              | 藤本卓也       | KA-439                |
| 5   | 1972年 9月5日   | B面   | ある秋の昼下り                           | 山口洋子              | 藤本卓也              | 藤本卓也       | KA-439                |
| 6   | 1972年 11月5日  | A面   | 旅鴉                                     | 藤田まさと            | 遠藤実                | 只野通泰       | KA-444                |
| 6   | 1972年 11月5日  | B面   | 裏通り                                   | 藤田まさと            | 遠藤実                | 河合英郎       | KA-444                |
| 7   | 1972年 12月5日  | A面   | あなたの灯                               | 山口洋子              | 平尾昌晃              | 竜崎孝路       | KA-458                |
| 7   | 1972年 12月5日  | B面   | 別れの風景                               | 山口洋子              | 平尾昌晃              | 高見弘         | KA-458                |
| 8   | 1973年 3月25日  | A面   | 霧の出船                                 | 山口洋子              | 平尾昌晃              | 竜崎孝路       | KA-468                |
| 8   | 1973年 3月25日  | B面   | 蔦のからまるスナック                     | 山口洋子              | 平尾昌晃              | 高見弘         | KA-468                |
| 9   | 1973年 7月15日  | A面   | ふるさと                                 | 山口洋子              | 平尾昌晃              | 竜崎孝路       | KA-474                |
| 9   | 1973年 7月15日  | B面   | 丘の上の赤い花                           | 山口洋子              | 藤本卓也              | 藤本卓也       | KA-474                |
| 10  | 1973年 10月5日  | A面   | 狼のバラード                             | 山口洋子              | 平尾昌晃              | 竜崎孝路       | KA-481                |
| 10  | 1973年 10月5日  | B面   | 道                                       | 山口洋子              | 平尾昌晃              | 竜崎孝路       | KA-481                |
| 11  | 1973年 10月20日 | A面   | 夜空                                     | 山口洋子              | 平尾昌晃              | 竜崎孝路       | KA-488                |
| 11  | 1973年 10月20日 | B面   | テール・ランプ                           | 山口洋子              | 平尾昌晃              | 竜崎孝路       | KA-488                |
| 12  | 1974年 3月1日   | A面   | 別れの鐘の音                             | 山口洋子              | 平尾昌晃              | 竜崎孝路       | KA-494                |
| 12  | 1974年 3月1日   | B面   | 海から来ました                           | 山口洋子              | 平尾昌晃              | 竜崎孝路       | KA-494                |
| 13  | 1974年 6月1日   | A面   | 紅い花                                   | 山口洋子              | 中村泰士              | あかのたちお   | KA-504                |
| 13  | 1974年 6月1日   | B面   | 愚痴                                     | 山口洋子              | 中村泰士              | あかのたちお   | KA-504                |
| 14  | 1974年 6月20日  | A面   | 浜昼顔                                   | 寺山修司              | 古賀政男              | 竜崎孝路       | KA-509                |
| 14  | 1974年 6月20日  | B面   | さよならを言う前に                       | 山口洋子              | 平尾昌晃              | 竜崎孝路       | KA-509                |
| 15  | 1974年 10月10日 | A面   | みれん                                   | 山口洋子              | 平尾昌晃              | 竜崎孝路       | KA-520                |
| 15  | 1974年 10月10日 | B面   | 恋人                                     | 山口洋子              | 平尾昌晃              | 竜崎孝路       | KA-520                |
| 16  | 1974年 11月1日  | A面   | 明日の愛                                 | 山口洋子              | 筒美京平              | ボブ佐久間     | KA-524                |
| 16  | 1974年 11月1日  | B面   | 小鳥                                     | 山口洋子              | 筒美京平              | ボブ佐久間     | KA-524                |
| 17  | 1975年 2月10日  | A面   | 哀恋記                                   | 山口洋子              | 森田公一              | 森田公一       | KA-538                |
| 17  | 1975年 2月10日  | B面   | 恋は雨のように                           | 山口洋子              | 平尾昌晃              | 京建輔         | KA-538                |
| 18  | 1975年 3月25日  | A面   | さくら音頭                               | 山口洋子              | 遠藤実                | 斉藤恒夫       | KA-540                |
| 18  | 1975年 3月25日  | B面   | 昭和行進曲                               | 山口洋子              | 遠藤実                | 斉藤恒夫       | KA-540                |
| 19  | 1975年 5月25日  | A面   | 千曲川                                   | 山口洋子              | 猪俣公章              | 森岡賢一郎     | KA-548                |
| 19  | 1975年 5月25日  | B面   | 愛のいのち                               | 山口洋子              | 猪俣公章              | 竜崎孝路       | KA-548                |
| 20  | 1975年 9月25日  | A面   | ふたりの旅路                             | 山口洋子              | 猪俣公章              | 森岡賢一郎     | KA-568                |
| 20  | 1975年 9月25日  | B面   | 約束                                     | 山口洋子              | 猪俣公章              | 森岡賢一郎     | KA-568                |
| 21  | 1976年 2月1日   | A面   | 愛の始発                                 | 山口洋子              | 猪俣公章              | 森岡賢一郎     | KA-588                |
| 21  | 1976年 2月1日   | B面   | 恋は淡雪                                 | 山口洋子              | 猪俣公章              | 竜崎孝路       | KA-588                |
| 22  | 1976年 6月5日   | A面   | 北酒場                                   | 吉岡治                | 岡林信康              | 竜崎孝路       | KA-1008               |
| 22  | 1976年 6月5日   | B面   | 風の音                                   | 山口洋子              | 竜崎孝路              | 竜崎孝路       | KA-1008               |
| 23  | 1976年 7月5日   | A面   | 旅人                                     | 山口洋子              | 猪俣公章              | 服部克久       | KA-1011               |
| 23  | 1976年 7月5日   | B面   | 風渡る                                   | 山口洋子              | 猪俣公章              | 竜崎孝路       | KA-1011               |
| 24  | 1976年 9月25日  | A面   | どこへ帰る                               | 山口洋子              | 平尾昌晃              | 竜崎孝路       | KA-1018               |
| 24  | 1976年 9月25日  | B面   | 波止場灯り                               | 山口洋子              | 平尾昌晃              | 竜崎孝路       | KA-1018               |
| 25  | 1977年 2月10日  | A面   | 途中駅                                   | 麻生香太郎            | 西島三重子            | 船山基紀       | KA-1043               |
| 25  | 1977年 2月10日  | B面   | 横浜・ララバイ                           | 山口洋子              | 三木たかし            | 馬飼野俊一     | KA-1043               |
| 26  | 1977年 5月25日  | A面   | 風の子守唄                               | 山口洋子              | 遠藤実                | 斉藤恒夫       | KA-1058               |
| 26  | 1977年 5月25日  | B面   | 幸せになれよ                             | 山口洋子              | 鈴木淳                | 船橋まこと     | KA-1058               |
| 27  | 1977年 7月1日   | A面   | 今日だけは                               | 山口洋子              | 小林亜星              | 竹村次郎       | KA-1063               |
| 27  | 1977年 7月1日   | B面   | 愛してました                             | 山口洋子              | 小林亜星              | 竹村次郎       | KA-1063               |
| 28  | 1977年 9月25日  | A面   | 灯りが欲しい                             | 藤田まさと            | 遠藤実                | 斉藤恒夫       | KA-1078               |
| 28  | 1977年 9月25日  | B面   | 花の名前の女                             | 山口洋子              | 遠藤実                | 斉藤恒夫       | KA-1078               |
| 29  | 1978年 2月25日  | A面   | 潮どき                                   | 岩谷時子              | 中村泰士              | 高田弘         | KA-1088               |
| 29  | 1978年 2月25日  | B面   | 世間知らず                               | 岩谷時子              | 中村泰士              | 高田弘         | KA-1088               |
| 30  | 1978年 5月1日   | A面   | まだ乾かない油絵に                       | 小椋佳                | 小椋佳                | 槌田靖識       | KA-1116               |
| 30  | 1978年 5月1日   | B面   | 悪かったよ                               | 小椋佳                | 小椋佳                | 槌田靖識       | KA-1116               |
| 31  | 1978年 6月1日   | A面   | あしたも小雨                             | 岡田冨美子            | 浜圭介                | 竜崎孝路       | KA-1121               |
| 31  | 1978年 6月1日   | B面   | 真っ赤なほおずき                         | 岩谷時子              | 中村泰士              | 高田弘         | KA-1121               |
| 32  | 1978年 9月5日   | A面   | 熱愛                                     | あたらしかずよ        | 丹羽応樹              | 丹羽応樹       | KA-1130               |
| 32  | 1978年 9月5日   | B面   | 今はまだ人生のなかば                     | 佐久間皓郎            | 丹羽応樹              | 丹羽応樹       | KA-1130               |
| 33  | 1979年 1月21日  | A面   | 惜春                                     | たかたかし            | 松山かずお            | 石田勝範       | KA-1148               |
| 33  | 1979年 1月21日  | B面   | 美しくそのままで                         | 三浦徳子              | 松山かずお            | 石田勝範       | KA-1148               |
| 34  | 1979年 5月25日  | A面   | 蟬時雨                                   | 喜多条忠              | 宇崎竜童              | 石田勝範       | KA-1158               |
| 34  | 1979年 5月25日  | B面   | こころはずんで                           | 三浦徳子              | 松山かずお            | 石田勝範       | KA-1158               |
| 35  | 1979年 10月1日  | A面   | おまえとふたり                           | たかたかし            | 木村好夫              | 京建輔         | KA-1183               |
| 35  | 1979年 10月1日  | B面   | 夜風                                     | 三浦徳子              | 佐瀬寿一              | 石田勝範       | KA-1183               |
| 36  | 1980年 3月5日   | A面   | 倖せさがして                             | たかたかし            | 木村好夫              | 京建輔         | KA-1204               |
| 36  | 1980年 3月5日   | B面   | ながれ川                                 | 有馬三恵子            | 三条まさる            | 京建輔         | KA-1204               |
| 37  | 1980年 7月25日  | A面   | 日本橋のうた                             | 安藤千鶴子            | 遠藤実                | 京建輔         | KA-1218               |
| 37  | 1980年 7月25日  | B面   | 日本橋音頭                               | 山上路夫              | 遠藤実                | 京建輔         | KA-1218               |
| 38  | 1980年 8月5日   | A面   | ふたりの夜明け                           | 吉田旺                | 岡千秋                | 竹村次郎       | KA-1220               |
| 38  | 1980年 8月5日   | B面   | 忘れはしない                             | たかたかし            | 徳久広司              | 京建輔         | KA-1220               |
| 39  | 1981年 3月25日  | A面   | 港・ひとり唄                             | 喜多條忠              | 平尾昌晃              | 竜崎孝路       | NCS-2001              |
| 39  | 1981年 3月25日  | B面   | 酔みれん                                 | 吉田旺                | 三条まさる            | 竜崎孝路       | NCS-2001              |
| 40  | 1981年 7月5日   | A面   | 越前有情                                 | 絽端久倫              | 弦哲也                | 京建輔         | NCS-2002              |
| 40  | 1981年 7月5日   | B面   | ないないずくし                           | 伊井田朗              | 五木ひろし            | 竜崎孝路       | NCS-2002              |
| 41  | 1981年 8月5日   | A面   | 人生かくれんぼ                           | たかたかし            | 弦哲也                | 京建輔         | NCS-2003              |
| 41  | 1981年 8月5日   | B面   | ひとすじに…                              | 片桐和子              | 三条まさる            | 京建輔         | NCS-2003              |
| 42  | 1982年 3月14日  | A面   | 愛しつづけるボレロ                       | 阿久悠                | 筒美京平              | 船山基紀       | NCS-2004              |
| 42  | 1982年 3月14日  | B面   | 明日に向かって                           | 喜多條忠              | 五木ひろし 服部克久   | 服部克久       | NCS-2004              |
| 43  | 1982年 3月25日  | A面   | 流れのままに                             | 安麻呂                | 五木ひろし            | 京建輔         | NCS-2005              |
| 43  | 1982年 3月25日  | B面   | 夢見びと                                 | たかたかし            | 浜圭介                | 京建輔         | NCS-2005              |
| 44  | 1982年 7月1日   | A面   | 契り                                     | 阿久悠                | 五木ひろし            | 京建輔         | NCS-2006              |
| 44  | 1982年 7月1日   | B面   | 契り パートII                            | 阿久悠                | 五木ひろし            | 京建輔         | NCS-2006              |
| 45  | 1983年 1月1日   | A面   | あなた                                   | 安麻呂                | 五木ひろし            | 京建輔         | NCS-2007              |
| 45  | 1983年 1月1日   | B面   | しのび逢い                               | たかたかし            | 五木ひろし            | 竜崎孝路       | NCS-2007              |
| 46  | 1983年 6月1日   | A面   | 雨あがり                                 | 荒木とよひさ          | 桜田誠一              | 馬飼野俊一     | NCS-2008              |
| 46  | 1983年 6月1日   | B面   | ざんげ                                   | 吉田旺                | 岡千秋                | 池多孝春       | NCS-2008              |
| 47  | 1983年 9月1日   | A面   | 細雪                                     | 吉岡治                | 市川昭介              | 池多孝春       | NCS-2009              |
| 47  | 1983年 9月1日   | B面   | のぞみ                                   | 船村徹                | 船村徹                | 丸山雅仁       | NCS-2009              |
| 47  | 1983年 9月5日   | B面   | 冬の蛍                                   | 吉岡治                | 市川昭介              | 斉藤恒夫       | NCS-2010 (B面変更盤)  |
| 48  | 1984年 3月17日  | A面   | 科学万博音頭                             | 宮本和夫              | 宮本英一              | 寺内タケシ     | NCS-2011              |
| 48  | 1984年 3月17日  | B面   | 帰れ良き友                               | 山上路夫              | 寺内タケシ            | 寺内タケシ     | NCS-2011              |
| 49  | 1984年 4月21日  | A面   | 長良川艶歌                               | 石本美由起            | 岡千秋                | 斉藤恒夫       | NCS-2012              |
| 49  | 1984年 4月21日  | B面   | 徒然の花                                 | 安麻呂                | 岡千秋                | 斉藤恒夫       | NCS-2012              |
| 49  | 1984年 8月25日  | B面   | おはん                                   | たかたかし            | 岡千秋                | 斉藤恒夫       | NCS-2013 (B面変更盤)  |
| 50  | 1985年 4月5日   | A面   | そして…めぐり逢い                        | 荒木とよひさ          | 中村泰士              | 池多孝春       | 7NCS-4001             |
| 50  | 1985年 4月5日   | B面   | 大人のつきあい                           | 阿久悠                | 大野克夫              | 馬飼野俊一     | 7NCS-4001             |
| 51  | 1985年 10月25日 | A面   | 夢しずく                                 | 松井由利夫            | 岡千秋                | 斉藤恒夫       | 7NCS-4003             |
| 51  | 1985年 10月25日 | B面   | 虞美人草                                 | なかにし礼            | 木村好夫              | 斉藤恒夫       | 7NCS-4003             |
| 52  | 1986年 6月25日  | A面   | 浪花盃                                   | 石本美由起            | 市川昭介              | 斉藤恒夫       | 7NCS-4005             |
| 52  | 1986年 6月25日  | B面   | 東京水中花                               | 吉岡治                | 市川昭介              | 池多孝春       | 7NCS-4005             |
| 53  | 1987年 4月1日   | A面   | 追憶                                     | 阿久悠                | 三木たかし            | 若草恵         | 7NCS-4007             |
| 53  | 1987年 4月1日   | B面   | 笑いばなし…                              | 大津あきら            | 鈴木キサブロー        | 丸山恵市       | 7NCS-4007             |
| 53  | 1987年 10月5日  | B面   | 花も嵐の放浪記                           | 阿久悠                | 三木たかし            | 若草恵         | 7NCS-4009 (B面変更盤) |
| 54  | 1988年 3月17日  | A面   | それは…黄昏                              | 荒木とよひさ          | 杉本真人              | 川村栄二       | 7NCS-4010             |
| 54  | 1988年 3月17日  | B面   | いくじなし                               | 阿久悠                | 三木たかし            | 若草恵         | 7NCS-4010             |
| 55  | 1988年 9月22日  | A面   | 港の五番町                               | 阿久悠                | 彩木雅夫              | 竜崎孝路       | 7NCS-4013             |
| 55  | 1988年 9月22日  | B面   | 死んでもいい                             | 阿久悠                | 三木たかし            | 若草恵         | 7NCS-4013             |
| 56  | 1988年 12月1日  | A面   | 絆                                       | 阿久悠                | 五木ひろし            | 若草恵         | 7NCS-4014             |
| 56  | 1988年 12月1日  | B面   | こころうた                               | 曽我部博士            | 荒木圭男              | 池多孝春       | 7NCS-4014             |
| 57  | 1989年 4月25日  | A面   | 面影の郷                                 | 山口洋子              | 猪俣公章              | 池多孝春       | 7NCS-4015             |
| 57  | 1989年 4月25日  | B面   | 渚の女                                   | 山口洋子              | 五木ひろし            | 京建輔         | 7NCS-4015             |
| 58  | 1989年 4月25日  | 01    | フラワー&グリーン 花の輪音頭             | 三上務                | 遠藤実                | 服部克久       | 10NT-154              |
| 59  | 1989年 9月13日  | A面   | 暖簾                                     | 永井龍雲              | 永井龍雲              | 桜庭伸幸       | 7NCS-4016             |
| 59  | 1989年 9月13日  | B面   | はつこい                                 | 阿久悠                | 佐瀬寿一              | 桜庭伸幸       | 7NCS-4016             |
| 60  | 1989年 10月25日 | A面   | 二枚目酒                                 | 阿久悠                | 大野克夫              | 桜庭伸幸       | 7NCS-4017             |
| 60  | 1989年 10月25日 | B面   | 寂しい酒場の唄                           | 阿久悠                | 大野克夫              | 桜庭伸幸       | 7NCS-4017             |
| 61  | 1990年 4月21日  | 01    | 暖簾 (ニューバージョン)                  | 永井龍雲              | 永井龍雲              | 川村栄二       | TKDI-30075            |
| 61  | 1990年 4月21日  | 02    | 砂時計                                   | 荒木とよひさ          | 大野克夫              | 川村栄二       | TKDI-30075            |
| 62  | 1990年 8月22日  | 01    | 心                                       | 星野哲郎              | 船村徹                | 南郷達也       | TKDI-30135            |
| 62  | 1990年 8月22日  | 02    | 男の帰り道                               | 浅倉玲                | 西條キロク            | 南郷達也       | TKDI-30135            |
| 63  | 1991年 2月25日  | 01    | 吹きだまり                               | 川内康範              | 五木ひろし            | 池多孝春       | TKDI-30267            |
| 63  | 1991年 2月25日  | 02    | 母人よ                                   | 荒木とよひさ          | 三木たかし            | 川村栄二       | TKDI-30267            |
| 64  | 1991年 5月1日   | 01    | 時が過ぎれば…                            | 大津あきら            | 浜圭介                | 高田弘         | TKDI-30279            |
| 64  | 1991年 5月1日   | 02    | 釧路川                                   | 高畠じゅん子          | 五木ひろし            | 前田俊明       | TKDI-30279            |
| 65  | 1991年 10月1日  | 01    | おしどり                                 | 石坂まさを            | 弦哲也                | 前田俊明       | TKDI-30396            |
| 65  | 1991年 10月1日  | 02    | 天の蛍                                   | 吉岡治                | 市川昭介              | 池多孝春       | TKDI-30396            |
| 66  | 1992年 1月25日  | 01    | 杯に歌のせて                             | 阿久悠                | 大野克夫              | 前田俊明       | TKDI-30492            |
| 66  | 1992年 1月25日  | 02    | 吹上紀行                                 | 尾崎俵士              | 五木ひろし            | 池多孝春       | TKDI-30492            |
| 67  | 1992年 6月25日  | 01    | 愛別                                     | 石坂まさを            | 五木ひろし            | 竹村次郎       | TKDI-30640            |
| 67  | 1992年 6月25日  | 02    | 弾き語り                                 | 石坂まさを            | 五木ひろし            | 京建輔         | TKDI-30640            |
| 68  | 1992年 10月23日 | 01    | 終着駅                                   | 松本隆                | 玉置浩二              | 萩原健太       | TKDI-30667            |
| 68  | 1992年 10月23日 | 02    | 心の三叉路                               | 松本隆                | 金子隆博              | 萩原健太       | TKDI-30667            |
| 69  | 1993年 8月8日   | 01    | べにばな                                 | 石坂まさを            | 弦哲也                | 前田俊明       | TKDI-70091            |
| 69  | 1993年 8月8日   | 02    | 夢の浮き橋                               | 久仁京介              | 岡千秋                | 馬場良         | TKDI-70091            |
| 70  | 1994年 2月9日   | 01    | 涙でもかまわない                         | 松井五郎              | 松田博幸              | 十川知司       | TKDI-70351            |
| 70  | 1994年 2月9日   | 02    | 千秋一夜                                 | 篠塚満由美            | 羽田一郎              | 森英治         | TKDI-70351            |
| 71  | 1994年 6月12日  | 01    | 女・ひとり                               | 荒木とよひさ          | 五木ひろし            | 竜崎孝路       | TKDI-70406            |
| 71  | 1994年 6月12日  | 02    | 浪花物語                                 | もず唱平              | 岡千秋                | 池多孝春       | TKDI-70406            |
| 72  | 1994年 10月5日  | 01    | 汽笛                                     | 木下龍太郎            | 伊藤雪彦              | 池多孝春       | TKDI-70513            |
| 72  | 1994年 10月5日  | 02    | 北の物語り                               | 荒木とよひさ          | 五木ひろし            | 前田俊明       | TKDI-70513            |
| 73  | 1995年 2月8日   | 01    | パパとあそぼう                           | 高田ひろお            | 五木ひろし            | ボブ佐久間     | TKDI-70591            |
| 73  | 1995年 2月8日   | 02    | 涙の神様は胸ん中                         | 荒木とよひさ          | 五木ひろし            | ボブ佐久間     | TKDI-70591            |
| 74  | 1995年 6月10日  | 01    | 愛のバラードを…となりで                  | 荒木とよひさ          | 五木ひろし            | 竜崎孝路       | TKDI-70635            |
| 74  | 1995年 6月10日  | 02    | 追憶の旅人                               | 荒木とよひさ          | 五木ひろし            | 竜崎孝路       | TKDI-70635            |
| 75  | 1995年 8月25日  | 01    | 酒 尽尽                                  | 能吉利人              | 桜井順                | 竜崎孝路       | TKDI-70715            |
| 75  | 1995年 8月25日  | 02    | 冬子                                     | 秋元康                | 五木ひろし            | 前田俊明       | TKDI-70715            |
| 76  | 1996年 1月1日   | 01    | 由良川慕情                               | もず唱平              | 五木ひろし            | 池多孝春       | TKDI-70833            |
| 76  | 1996年 1月1日   | 02    | 酒 尽尽 (ロングヴァージョン)             | 能吉利人              | 桜井順                | 竜崎孝路       | TKDI-70833            |
| 77  | 1996年 4月21日  | 01    | 女の酒場                                 | 永井龍雲              | 永井龍雲              | 竜崎孝路       | TKDI-70875            |
| 77  | 1996年 4月21日  | 02    | 裏窓の女                                 | 荒木とよひさ          | 芹澤廣明              | 竜崎孝路       | TKDI-70875            |
| 78  | 1996年 5月1日   | 01    | 粋な男                                   | もず唱平              | 五木ひろし            | 竜崎孝路       | TKDI-70918            |
| 78  | 1996年 5月1日   | 02    | 悲しみの序曲                             | 荒木とよひさ          | 五木ひろし            | 丸山雅仁       | TKDI-70918            |
| 79  | 1997年 1月1日   | 01    | 出発の朝                                 | 吉本哲雄              | 五木ひろし            | 京建輔         | TKDI-71092            |
| 79  | 1997年 1月1日   | 02    | 忍ぶ橋                                   | 吉本哲雄              | 五木ひろし            | 橋場清         | TKDI-71092            |
| 80  | 1997年 2月18日  | 01    | 罪と罰                                   | 岡田冨美子            | 浜圭介                | 今泉敏郎       | TKDI-71111            |
| 80  | 1997年 2月18日  | 02    | ひとりじゃないから                       | 吉幾三                | 吉幾三                | 竜崎孝路       | TKDI-71111            |
| 81  | 1997年 5月19日  | 01    | 紫陽花                                   | 松本礼児              | 幸耕平                | 今泉敏郎       | TKDI-71164            |
| 81  | 1997年 5月19日  | 02    | 故郷の人                                 | 横山成子              | 遠藤実                | 今泉敏郎       | TKDI-71164            |
| 82  | 1997年 11月4日  | 01    | 雑草                                     | 松井五郎              | 永井龍雲              | 今泉敏郎       | TKDI-71260            |
| 82  | 1997年 11月4日  | 02    | 永遠の旅路                               | 阿久悠                | 浜圭介                | 竜崎孝路       | TKDI-71260            |
| 83  | 1998年 2月25日  | 01    | そして…花送り                            | 吉本哲雄              | 五木ひろし            | 京建輔         | TKDI-71329            |
| 83  | 1998年 2月25日  | 02    | 風のことば                               | 吉本哲雄              | 五木ひろし            | 津島利章       | TKDI-71329            |
| 84  | 1998年 3月14日  | 01    | 千日草                                   | 水木れいじ            | 上総優                | 竜崎孝路       | TKDI-71358            |
| 84  | 1998年 3月14日  | 02    | 別れの匂い                               | 久仁京介              | 岩上峰山              | 南郷達也       | TKDI-71358            |
| 85  | 1998年 6月24日  | 01    | 傷だらけの人生                           | 藤田まさと            | 吉田正                | 伊戸のりお     | TKDI-71393            |
| 85  | 1998年 6月24日  | 02    | 螢の夢は…                                | 吉本哲雄              | 五木ひろし            | 京建輔         | TKDI-71393            |
| 86  | 1998年 7月23日  | 01    | 北のともしび                             | 星野哲郎              | 船村徹                | 竜崎孝路       | TKDI-71426            |
| 86  | 1998年 7月23日  | 02    | 希望                                     | 船村徹                | 船村徹                | 南郷達也       | TKDI-71426            |
| 87  | 1998年 9月22日  | 01    | 酒 ひとり                                | 土田有紀              | 岡千秋                | 池多孝春       | TKDI-71495            |
| 87  | 1998年 9月22日  | 02    | 浮き雲                                   | 荒木とよひさ          | 幸耕平                | 若草恵         | TKDI-71495            |
| 88  | 1998年 10月1日  | 01    | 流れ星                                   | 荒木とよひさ          | 五木ひろし            | 京建輔         | TKDI-71519            |
| 88  | 1998年 10月1日  | 02    | 旅情                                     | 水木れいじ            | 五木ひろし            | 京建輔         | TKDI-71519            |
| 89  | 1999年 1月21日  | 01    | 萩の花郷                                 | 水木れいじ            | 五木ひろし            | 竜崎孝路       | TKCI-71541            |
| 89  | 1999年 1月21日  | 02    | 敦賀・恋歌・港歌                         | 岡田冨美子            | 五木ひろし            | 今泉敏郎       | TKCI-71541            |
| 89  | 1999年 1月21日  | 03    | 君に逢いたい                             | 高田ひろお            | 五木ひろし            | 竜崎孝路       | TKCI-71541            |
| 90  | 1999年 4月28日  | 01    | 再り会い                                 | 悠木圭子              | 鈴木淳                | 前田俊明       | TKDI-71595            |
| 90  | 1999年 4月28日  | 02    | 黙恋                                     | 水木れいじ            | 上総優                | 今泉敏郎       | TKDI-71595            |
| 91  | 2000年 1月21日  | 01    | 京都恋歌                                 | 高林こうこ            | 田尾将実              | 川村栄二       | TKDI-71839            |
| 91  | 2000年 1月21日  | 02    | ななかまど                               | 川英雄                | 飯田譲                | 伊戸のりお     | TKDI-71839            |
| 92  | 2000年 4月26日  | 01    | 山河                                     | 小椋佳                | 堀内孝雄              | 川村栄二       | TKDI-71932            |
| 92  | 2000年 4月26日  | 02    | 旅に出てみよう                           | 小椋佳                | 小椋佳                | 川村栄二       | TKDI-71932            |
| 93  | 2000年 11月10日 | 01    | 風雪に吹かれて聞こえる唄は…              | 吉本哲雄              | 五木ひろし            | 竜崎孝路       | TKDI-72049            |
| 93  | 2000年 11月10日 | 02    | 風蕭々と…                                | 下地亜記子            | 五木ひろし            | 石倉重信       | TKDI-72049            |
| 94  | 2001年 4月11日  | 01    | おふくろの子守歌                         | つんく                | つんく                | 石倉重信       | TKDI-72095            |
| 94  | 2001年 4月11日  | 02    | ダブルベッド                             | つんく                | つんく                | 小西貴雄       | TKDI-72095            |
| 95  | 2001年 8月8日   | 01    | 逢いたかったぜ                           | 石本美由起            | 上原げんと            | 川村栄二       | TKDI-72220            |
| 95  | 2001年 8月8日   | 02    | 駅裏あかり                               | 吉岡治                | 上総優                | 川村栄二       | TKDI-72220            |
| 96  | 2002年 1月13日  | 01    | 渚の女 (ニューバージョン)                | 山口洋子              | 五木ひろし            | 川村栄二       | TKDI-72331            |
| 96  | 2002年 1月13日  | 02    | おふくろの子守歌 (ニューバージョン)      | つんく                | つんく                | 川村栄二       | TKDI-72331            |
| 97  | 2002年 6月26日  | 01    | 傘ん中                                   | 阿久悠                | 船村徹                | 蔦将包         | FKDX-1                |
| 97  | 2002年 6月26日  | 02    | 二行半の恋文                             | 阿久悠                | 船村徹                | 若草恵         | FKDX-1                |
| 98  | 2003年 1月22日  | 01    | 北物語                                   | 阿久悠                | 船村徹                | 川村栄二       | FKDX-3                |
| 98  | 2003年 1月22日  | 02    | 早春                                     | 阿久悠                | 船村徹                | 蔦将包         | FKDX-3                |
| 99  | 2003年 5月31日  | 01    | 望郷の詩                                 | 阿久悠                | 五木ひろし            | 前田俊明       | FKDX-4                |
| 99  | 2003年 5月31日  | 02    | 誓いのなぎさ                             | 阿久悠                | 五木ひろし            | 若草恵         | FKDX-4                |
| 100 | 2003年 8月27日  | 01    | 逢えて…横浜                              | 悠木圭子              | 鈴木淳                | 今泉敏郎       | FKDX-5                |
| 100 | 2003年 8月27日  | 02    | いのち恋歌                               | 悠木圭子              | 鈴木淳                | 前田俊明       | FKDX-5                |
| 101 | 2004年 6月2日   | 01    | アカシア挽歌                             | 荒木とよひさ          | 弦哲也                | 前田俊明       | FKCM-7                |
| 101 | 2004年 6月2日   | 02    | 雪燃えて                                 | 荒木とよひさ          | 弦哲也                | 南郷達也       | FKCM-7                |
| 102 | 2004年 10月6日  | 01    | 大阪ナイトスキャンダル                   | 中村泰士              | 中村泰士              | 綛田陽啓       | FKCM-8                |
| 102 | 2004年 10月6日  | 02    | この愛いらんかね                         | 中村泰士              | 中村泰士              | 今泉敏郎       | FKCM-8                |
| 103 | 2005年 3月13日  | 01    | ふりむけば日本海                         | 五木寛之              | 五木ひろし            | 川村栄二       | FKCM-9                |
| 103 | 2005年 3月13日  | 02    | 越前有情 (ニューバージョン)              | 絽端久倫              | 弦哲也                | 前田俊明       | FKCM-9                |
| 104 | 2006年 4月19日  | 01    | 高瀬舟                                   | 水木れいじ            | 五木ひろし            | 池多孝春       | FKCM-10               |
| 104 | 2006年 4月19日  | 02    | 旅路                                     | 水木れいじ            | 五木ひろし            | 南郷達也       | FKCM-10               |
| 105 | 2006年 12月6日  | 01    | 献身                                     | 阿久悠                | 五木ひろし            | 川村栄二       | FKCM-11               |
| 105 | 2006年 12月6日  | 02    | ひとひらの命                             | 阿久悠                | 五木ひろし            | 若草恵         | FKCM-11               |
| 106 | 2007年 5月9日   | 01    | ゆめかぜ                                 | 石坂まさを            | 弦哲也                | 前田俊明       | FKCM-12               |
| 106 | 2007年 5月9日   | 02    | 新宿のひと                               | たかたかし            | 五木ひろし            | 竜崎孝路       | FKCM-12               |
| 107 | 2008年 2月6日   | 01    | この愛に死んでも                         | 荒木とよひさ          | 五木ひろし            | 川村栄二       | FKCM-13               |
| 107 | 2008年 2月6日   | 02    | 北慕情                                   | たかたかし            | 岡千秋                | 南郷達也       | FKCM-13               |
| 108 | 2008年 3月5日   | 01    | ふるさと〜'08バージョン〜                | 山口洋子              | 平尾昌晃              | 小堀ひとみ     | FKCM-501              |
| 108 | 2008年 3月5日   | 02    | 契り                                     | 阿久悠                | 五木ひろし            | 若草恵         | FKCM-501              |
| 109 | 2008年 8月27日  | 01    | 橋場の渡し                               | 喜多條忠              | 弦哲也                | 前田俊明       | FKCM-14               |
| 109 | 2008年 8月27日  | 02    | よこはま・たそがれ 〜英語バージョン〜    | T.Allen               | 平尾昌晃              | 鈴木豪         | FKCM-14               |
| 110 | 2008年 9月24日  | 01    | テネシーワルツ                           | 和田寿三              | P.King                | 服部克久       | FKCM-15               |
| 110 | 2008年 9月24日  | 02    | 悲しき雨音                               | J.Gummoe              | J.Gummoe              | 井上堯之       | FKCM-15               |
| 111 | 2008年 10月22日 | 01    | 江戸の手毬唄                             | 吉岡治                | 宇崎竜童              | 南郷達也       | FKCM-16               |
| 111 | 2008年 10月22日 | 02    | 茜雲                                     | 水木れいじ            | 聖川湧                | 石倉重信       | FKCM-16               |
| 112 | 2008年 11月19日 | 01    | 凍て鶴                                   | 喜多條忠              | 三木たかし            | 竜崎孝路       | FKCM-18               |
| 112 | 2008年 11月19日 | 02    | あなたの灯 (ニューバージョン)            | 山口洋子              | 平尾昌晃              | 竜崎孝路       | FKCM-18               |
| 113 | 2008年 11月26日 | 01    | 雪が降る                                 | 安井かずみ            | S.Adamo               | 服部隆之       | FKCM-17               |
| 113 | 2008年 11月26日 | 02    | 黒い瞳のナタリー                         | R.Arcusa / J.Iglesias | R.Arcusa / J.Iglesias | 服部克久       | FKCM-17               |
| 114 | 2009年 5月13日  | 01    | 紅い花                                   | 松原史明              | 杉本真人              | 竜崎孝路       | FKCM-19               |
| 114 | 2009年 5月13日  | 02    | 宿り木の花                               | 丹まさと              | 五木ひろし            | 前田俊明       | FKCM-19               |
| 115 | 2010年 2月3日   | 01    | おしろい花                               | たかたかし            | 木村好夫              | 池多孝春       | FKCM-20               |
| 115 | 2010年 2月3日   | 02    | おんなの街角                             | 水木れいじ            | 五木ひろし            | 竜崎孝路       | FKCM-20               |
| 115 | 2010年 8月25日  | 02    | 雪見酒                                   | 石本美由起            | 岡千秋                | 池多孝春       | FKCM-21               |
| 116 | 2011年 3月23日  | 01    | 月物語                                   | 松井五郎              | 五木ひろし            | 宮下博次       | FKCM-22               |
| 116 | 2011年 3月23日  | 02    | トワイライトブルー                       | 松井五郎              | 五木ひろし            | 宮下博次       | FKCM-22               |
| 117 | 2011年 7月27日  | 01    | 街                                       | 松井五郎              | 五木ひろし            | 宮下博次       | FKCM-23               |
| 117 | 2011年 7月27日  | 02    | 花は生き方を迷わない                     | 中島薫DCA             | 五木ひろし            | 若草恵         | FKCM-23               |
| 118 | 2011年 10月26日 | 01    | ふたつ星                                 | 松井五郎              | 弦哲也                | 前田俊明       | FKCM-24               |
| 118 | 2011年 10月26日 | 02    | 冬の唄                                   | 阿久悠                | 五木ひろし            | 宮下博次       | FKCM-24               |
| 119 | 2012年 4月25日  | 01    | 夜明けのブルース                         | レーモンド松屋        | レーモンド松屋        | レーモンド松屋 | FKCM-26               |
| 119 | 2012年 4月25日  | 02    | 芙美子                                   | レーモンド松屋        | レーモンド松屋        | 伊平友樹       | FKCM-26               |
| 119 | 2012年 9月5日   | 02    | 山河 (2012バージョン)                    | 小椋佳                | 堀内孝雄              | 川村栄二       | FKCM-27               |
| 120 | 2013年 4月24日  | 01    | 博多ア・ラ・モード                       | レーモンド松屋        | レーモンド松屋        | 竜崎孝路       | FKCM-28               |
| 120 | 2013年 4月24日  | 02    | であい橋                                 | 鮫島琉星              | 五木ひろし            | 宮下博次       | FKCM-28               |
| 120 | 2013年 8月7日   | 02    | 伊豆の国                                 | 荒木とよひさ          | 南郷孝                | 伊戸のりお     | FKCM-29               |
| 121 | 2014年 3月19日  | 01    | 桜貝                                     | 水木れいじ            | 弦哲也                | 南郷達也       | FKCM-30               |
| 121 | 2014年 3月19日  | 02    | 東京ロマンス                             | レーモンド松屋        | レーモンド松屋        | レーモンド松屋 | FKCM-30               |
| 121 | 2014年 10月29日 | 02    | 風の子守唄 (ニューバージョン)            | 山口洋子              | 遠藤実                | 川村栄二       | FKCM-32               |
| 122 | 2015年 2月25日  | 01    | 渚の女                                   | 山口洋子              | 五木ひろし            | 若草恵         | FKCM-33               |
| 122 | 2015年 2月25日  | 02    | よこはま・たそがれ2015                   | 山口洋子              | 平尾昌晃              | 挾間美帆       | FKCM-33               |
| 123 | 2015年 8月26日  | 01    | 夕陽燦燦                                 | たかたかし            | 五木ひろし            | 前田俊明       | FKCM-34               |
| 123 | 2015年 8月26日  | 02    | 東京三日月倶楽部                         | 田久保真見            | 五木ひろし            | 川村栄二       | FKCM-34               |
| 124 | 2016年 4月13日  | 01    | 思い出の川                               | 石原慎太郎            | 五木ひろし            | 挾間美帆       | FKCM-35               |
| 124 | 2016年 4月13日  | 02    | 九頭竜川                                 | 下地亜記子            | 五木ひろし            | 前田俊明       | FKCM-35               |
| 124 | 2016年 4月13日  | 03    | 青春譜                                   | いではく              | 遠藤実                | 京建輔         | FKCM-35               |
| 124 | 2016年 8月24日  | 03    | 釧路川                                   | 高畠じゅん子          | 五木ひろし            | 前田俊明       | FKCM-36               |
| 125 | 2017年 4月26日  | 01    | わすれ宿                                 | 中山大三郎            | 船村徹                | 前田俊明       | FKCM-37               |
| 125 | 2017年 4月26日  | 02    | 男の友情                                 | 高野公男              | 船村徹                | 蔦将包         | FKCM-37               |
| 125 | 2017年 8月23日  | 02    | のぞみ (希望)                            | 船村徹                | 船村徹                | 南郷達也       | FKCM-38               |
| 126 | 2018年 1月10日  | 01    | 恋歌酒場                                 | 阿久悠                | 徳久広司              | 川村栄二       | FKCM-39               |
| 126 | 2018年 1月10日  | 02    | ほとめきの風                             | 松井五郎              | 五木ひろし            | 前田俊明       | FKCM-39               |
| 127 | 2018年 8月28日  | 01    | VIVA・LA・VIDA! 〜生きてるっていいね!〜  | なかにし礼            | 杉本眞人              | 猪股義周       | FKCM-40               |
| 127 | 2018年 8月28日  | 02    | バックミラー                             | 松井五郎              | 五木ひろし            | 伊平友樹       | FKCM-40               |
| 127 | 2019年 5月8日   | 02    | VIVA・LA・VIDA! 〜Que buena es la vida〜 | 渡邊優                | 杉本眞人              | 猪股義周       | FKZM-9                |
| 128 | 2019年 7月10日  | 01    | 麗しきボサノヴァ                         | 田久保真見            | 五木ひろし            | 猪股義周       | FKCM-42               |
| 128 | 2019年 7月10日  | 02    | 和み酒                                   | 田久保真見            | 五木ひろし            | 伊戸のりお     | FKCM-42               |
| 128 | 2020年 1月8日   | 02    | 倖せの隠れ場所                           | 荒木とよひさ          | 五木ひろし            | 猪股義周       | FKCM-43               |
| 128 | 2020年 1月8日   | 03    | グラスの氷がとけるまで                   | 田久保真見            | 五木ひろし            | 猪股義周       | FKCM-43               |
| 129 | 2020年 2月5日   | 01    | 春夏秋冬・夢まつり                       | 田久保真見            | 五木ひろし            | 猪股義周       | FKCM-44               |
| 129 | 2020年 2月5日   | 02    | 和み酒                                   | 田久保真見            | 五木ひろし            | 伊戸のりお     | FKCM-44               |
| 130 | 2020年 7月8日   | 01    | 遠き昭和の…                              | 高田ひろお            | 杉本眞人              | 義野裕明       | FKCM-45               |
| 130 | 2020年 7月8日   | 02    | 365本のひまわり                          | 田久保真見            | 五木ひろし            | 猪股義周       | FKCM-45               |
| 130 | 2020年 7月8日   | 03    | 愛は永遠に                               | 田久保真見            | 五木ひろし            | 若草恵         | FKCM-45               |
| 130 | 2020年 10月21日 | 02    | おまえの港                               | 徳久広司              | 徳久広司              | 義野裕明       | FKCM-46               |
| 131 | 2021年 5月12日  | 01    | 日本に生まれてよかった                   | 都倉俊一 照井卿       | 都倉俊一              | 佐藤和豊       | FKCM-47               |
| 131 | 2021年 5月12日  | 02    | ぽつんとひとりきり                       | 松井五郎              | 南こうせつ            | 猪股義周       | FKCM-47               |
| 131 | 2021年 5月12日  | 03    | このままずっと                           | 松本礼児              | 幸耕平                | 佐藤和豊       | FKCM-47               |
| 131 | 2021年 9月29日  | 02    | 新宿満月                                 | 阿久悠                | 船村徹                | 蔦将包         | FKCM-48 (追撃盤)      |
| 131 | 2021年 9月29日  | 03    | 北物語 (ニューバージョン)                | 阿久悠                | 船村徹                | 佐藤和豊       | FKCM-48 (追撃盤)      |
| 132 | 2022年 5月25日  | 01    | 北前船                                   | 石原信一              | 上総優                | 小西貴雄       | FKCM-49 (Aタイプ)     |
| 132 | 2022年 5月25日  | 02    | 港町恋唄A                                | 石原信一              | 上総優                | 上杉洋史       | FKCM-49 (Aタイプ)     |
| 132 | 2022年 5月25日  | 02    | 港町恋唄B                                | 石原信一              | 上総優                | 上杉洋史       | FKCM-50 (Bタイプ)     |
| 132 | 2022年 5月25日  | 02    | 港町恋唄C                                | 石原信一              | 上総優                | 上杉洋史       | FKCM-51 (Cタイプ)     |
| 133 | 2023年 3月22日  | 01    | だけどYOKOHAMA (ニューバージョン)        | 五木寛之              | 五木ひろし            | 佐藤和豊       | FKCM-52               |
| 133 | 2023年 3月22日  | 02    | 花ざくろ                                 | 水木れいじ            | 五木ひろし            | 前田俊明       | FKCM-52               |
| 133 | 2023年 3月22日  | 03    | 時は流れて…                              | 五木ひろし            | 五木ひろし            | 佐藤和豊       | FKCM-52               |
| 134 | 2024年 3月13日  | 01    | こしの都                                 | 合田道人              | 五木ひろし            | 若草恵         | FKCM-54               |
| 134 | 2024年 3月13日  | 02    | ひろしま雨情                             | 小石幸                | 五木ひろし            | 佐藤和豊       | FKCM-54               |
| 135 | 2025年 3月18日  | 01    | 母の顔                                   | 五木ひろし            | 五木ひろし            | 杉山ユカリ     | FKCM-5５              |
| 135 | 2025年 3月18日  | 02    | 居酒屋「昭和」                           | 中山正好 八代亜紀     | 八代亜紀 大谷明裕     | 杉山ユカリ     | FKCM-5５              |

### デュエット・シングル
| 発売日          | デュエット   | A/B面 | タイトル                       | 作詞         | 作曲       | 編曲     | 規格品番   |
| --------------- | ------------ | ----- | ------------------------------ | ------------ | ---------- | -------- | ---------- |
| 1982年 10月25日 | 木の実ナナ   | A面   | 居酒屋                         | 阿久悠       | 大野克夫   | 大野克夫 | BMA-2029   |
| 1984年 11月25日 | マリエ       | A面   | デュオ しのび逢い              | たかたかし   | 五木ひろし | 竜崎孝路 | BMA-2055   |
| 1984年 11月25日 | マリエ       | B面   | (カラオケ)                     | -            | 五木ひろし | 竜崎孝路 | BMA-2055   |
| 1984年 12月21日 | 都はるみ     | A面   | ふたりのラブソング             | 吉岡治       | 五木ひろし | 斉藤恒夫 | AH-552     |
| 1984年 12月21日 | 都はるみ     | B面   | (カラオケ)                     | -            | 五木ひろし | 斉藤恒夫 | AH-552     |
| 1988年 3月17日  | 叶和貴子     | A面   | ふりふり                       | 阿久悠       | 三木たかし | 若草恵   | 7NCS-4011  |
| 1988年 3月17日  | 叶和貴子     | B面   | できごころからまごころまで     | 阿久悠       | 三木たかし | 若草恵   | 7NCS-4011  |
| 1994年 4月25日  | 中村美律子   | 01    | 浪花物語                       | もず唱平     | 岡千秋     | 池多孝春 | TKDI-70295 |
| 1994年 4月25日  | 瑞ゆかり     | 02    | 相惚れ川                       | もず唱平     | 五木ひろし | 池多孝春 | TKDI-70295 |
| 1996年 11月5日  | テレサ・テン | 01    | デュオ 時の流れに身をまかせ    | 荒木とよひさ | 三木たかし | 川口真   | TKDI-71053 |
| 1996年 11月5日  | 石塚まみ     | 02    | デュオ 愛のバラードを…となりで | 荒木とよひさ | 三木たかし | 竜崎孝路 | TKDI-71053 |
| 2005年 4月20日  | 堀内孝雄     | 01    | ふたりで竜馬をやろうじゃないか | 荒木とよひさ | 杉本真人   | 川村栄二 | PKCP-2008  |
| 2005年 4月20日  | 堀内孝雄     | 02    | 夢のかけら                     | 荒木とよひさ | 堀内孝雄   | 今泉敏郎 | PKCP-2008  |
| 2017年 10月25日 | 坂本冬美     | 01    | 居酒屋 (ニューバージョン)      | 阿久悠       | 大野克夫   | 坂本昌之 | UPCY-5052  |
| 2018年 2月14日  | 坂本冬美     | 01    | ラストダンス                   | 水野良樹     | 水野良樹   | 坂本昌之 | UPCY-5057  |
| 2018年 2月14日  | 坂本冬美     | 02    | 雨の別れ道                     | 松井五郎     | 水野良樹   | 坂本昌之 | UPCY-5057  |

### その他のシングル
| 発売日                                                | A/B面          | タイトル                                          | 作詞           | 作曲           | 編曲           | 規格品番       |                |
| 非公式シングル                                        | 非公式シングル | 非公式シングル                                    | 非公式シングル | 非公式シングル | 非公式シングル | 非公式シングル | 非公式シングル |
| ----------------------------------------------------- | -------------- | ------------------------------------------------- | -------------- | -------------- | -------------- | -------------- | -------------- |
| 1982年                                                | A面            | 恋の大阪                                          | 八島義郎       | 八島義郎       | 加納光記       | NCP-1002       |                |
| 1982年                                                | B面            | 東京ロマン                                        | 八島義郎       | 八島義郎       | 加納光記       | NCP-1002       |                |
| ブービーズ 名義                                       |                |                                                   |                |                |                |                |                |
| 1986年 4月25日                                        | A面            | 当日・消印・有効                                  | 三浦徳子       | 小杉保夫       | 丸山恵市       | 7NCA-4001      |                |
| 1986年 4月25日                                        | B面            | BECAUSE I LOVE YOU                                | 宮原芽映       | 大村雅朗       | 丸山恵市       | 7NCA-4001      |                |
| 五木・孝雄＋ハロー!プロジェクト聖歌隊。 名義          |                |                                                   |                |                |                |                |                |
| 2002年 11月27日                                       | 01             | 愛のメリークリスマス                              | 阿久悠         | 船村徹         | 若草恵         | FKDX-2         |                |
| 2002年 11月27日                                       | 02             | 旅立つ君に                                        | 宮野敏昭       | 五木ひろし     | 川村栄二       | FKDX-2         |                |
| 五木ひろし with チームジャビッツ21 feat.徳光和夫 名義 |                |                                                   |                |                |                |                |                |
| 2005年 3月23日                                        | 01             | ファインプレーを君と一緒に 〜GO!GO!ジャイアンツ〜 | 大本卓         | 船村徹         | 蔦将包         | VPCB-82195     |                |
| 2005年 3月23日                                        | 02             | 男ごころのどまん中                                | 荒木とよひさ   | 船村徹         | 蔦将包         | VPCB-82195     |                |

### オリジナル・アルバム
1. よこはま・たそがれ（1971年）
2. 長崎・よこはま・みなと唄（1971年） 「よこはま・たそがれ」「長崎から船に乗って」収録　CD化（2004年1月1日）
3. 股旅歌謡アルバム 流転 （1971年11月）
4. ぼくの新しい十二曲（1972年） 「かもめ町みなと町」収録
5. 心の歌アルバム ぼくの十二ヶ月 （1972年8月）
6. “夜”のヒット歌謡アルバム　夜汽車の女（1972年） 「夜汽車の女」「待っている女」収録　KC-7006
7. あなたの灯（1973年3月） 「あなたの灯」「旅鴉」収録
8. 夜空 別れの鐘の音　（1974年3月）KC-8006　「夜空」「別れの鐘の音」収録　平尾昌晃・山口洋子作品集
9. おんな・涙・わかれ歌（1974年12月1日） 「浜昼顔」収録
10. なつかしの歌アルバム 第一集　2LP
11. なつかしの歌アルバム 第二集
12. なつかしの歌アルバム 第三集（1975年1月）
13. 哀恋歌　五木ひろし夜のベスト・ヒット・アルバム（1975年） 「哀恋記」収録
14. 宵やみ・ほろ酔い・ながれ唄（1975年） 「千曲川」「ふたりの旅路」収録
15. 愛・過ぎ行く日　（1976年8月） 「旅人」収録
16. 古賀政男作品集　影を慕いて
17. 途中駅（1977年3月）　「途中駅」収録
18. 五木ひろし　日本近代叙情詩を唄う　何処へ〜青春の愛とさすらい〜（1977年）
19. 股旅 第二集（1977年）
20. ひろしとギター（1978年）
21. ひろしとギター 2（1978年）
22. ひろしとギター 3 古賀政男を唄う（1978年）
23. ひろしとギター 4（1978年）　カバー「夢一夜」「帰らざる日々」「青葉城恋歌」「なごり雪」「さよならだけは言わないで」「季節の中で」「いちご白書をもう一度」「与作」収録
24. 五木ひろし・映画スターを唄う　我が心の青春譜（1978年7月）
25. 蟬時雨（1979年7月） 「蟬時雨」「惜春」収録
26. ひろしとギター5 演歌（1979年）
27. 永遠に〜心にのこる歌のふるさと1（1980年4月）
28. 倖せさがして（1980年5月） 「おまえとふたり」「倖せさがして」収録
29. 股旅（1980年12月）
30. 港・ひとり唄（1981年6月）　「港・ひとり唄」収録　平尾昌晃・五木ひろし作品集
31. 股旅・男の詩（1982年） 大阪新歌舞伎座特別公演記念盤
32. 激涙ロードショー（1982年6月25日） 「愛しつづけるボレロ」「居酒屋」収録
33. 雨あがり（1983年6月）　「雨あがり」収録
34. 霧子のタンゴ〜珠玉の吉田正メロディー（1984年7月）
35. おんな彩（1986年4月25日）　「細雪」「長良川艶歌」収録
36. 五木ひろし・大阪 浪花を唄う（1987年3月10日） 「浪花盃」収録
37. 阿久悠・三木たかしオリジナルアルバム　胸さわぎ（1987年） 「追憶」収録　再発（2014年6月4日）
38. 歌暖簾 （1989年10月25日）　「暖廉」「二枚目酒 居酒屋パートII」収録
39. ラブ・ストーリー〜スタンダード名曲全集〜（1990年）　HiQuaLityCDで再発（2014年08月06日）
40. ひろしとギター6（1992年）
41. ひろしとギター7（1992年）
42. ひろしとギター8（1992年）
43. ひろしとギター9〜おしどり〜（1992年）
44. 五木（1992年10月23日） 「終着駅」収録
45. ひろしとギター10 べにばな（1993年12月21日）
46. 新 ひろしとギター（1996年4月5日）
47. オリジナル特撰　女の酒場（1996年7月22日）
48. 吉田正作品集（1997年）
49. 再り会い（1999年6月18日） 「再り会い」「萩の花郷」収録
50. 新ひろしとギターII（2000年4月5日）
51. 股旅〜冬の渡り鳥〜（2001年6月27日）
52. 新ひろしとギターIII（2002年2月6日）
53. 昭和演歌「花の三人衆」を唄う　三橋美智也・春日八郎・村田英雄を偲んで（2002年9月25日）
54. 翔　五木ひろし55才のダンディズム〜船村徹阿久悠とともに〜（2003年06月25日） 「傘ん中」「愛のメリークリスマス」「北物語」「望郷の詩」収録
55. 五木ひろし40周年記念 おんなの絵本（2004年9月1日） 「アカシア挽歌」「雪燃えて（アルバム・バージョン）」収録
56. 永遠の道標／五木ひろし「美空ひばり」を歌う（2005年6月1日）
57. アメリカンポップス&スタンダード〜テネシーワルツ〜（2009年2月25日） 「テネシーワルツ」収録
58. 哀愁のヨーロピアンワールド〜雪が降る〜（2009年2月25日） 「雪が降る」収録
59. 「江戸の夕映え」〜五木ひろし 日本の「粋」と「情」を歌う〜（2009年2月25日） 「橋場の渡し」「江戸の手毬唄」「凍て鶴」収録
60. 流行歌（はやりうた）（2009年6月25日）
61. フォークソングス（2009年7月8日）
62. ハマクラを歌う浜口庫之助作品集（2009年12月2日）
63. ひろしとギター〜おしろい花〜（2010年4月28日）
64. 流行歌（はやりうた）2（2010年8月25日）
65. 夢はるか 〜松井五郎作品集〜（2011年9月21日） 「月物語（アルバム・バージョン）」「街（アルバム・バージョン）」収録
66. ブルース（2013年3月21日） 「夜明けのブルース（ニュー・バージョン）」収録
67. ひろしとギタープレミアム〜ここに真実の詩がある〜（2015年6月3日）
68. 演歌っていいね!（2020年8月26日）
69. DREAM -五木ひろし J-POPを唄う-（2022年3月16日）

### ベスト・アルバム
1. 八枚の愛のディスク（1973年）
2. 五木ひろし オリジナルの世界 ゴールドディスク十二枚（1974年6月）
3. オリジナル名曲集（1975年10月1日）KC-8020
4. ベストセレクション　愛の始発　アメリカ公演記念盤（1976年6月）
5. オリジナルデラックス全曲集（1977年12月）　2LP
6. 決定盤 五木ひろし 特撰オリジナル全曲集（1978年12月）
7. 全曲集 BEST14（1979年12月1日）KC-9514
8. リクエストベスト12（1981年8月）
9. 全曲集（1981年10月）
10. 五木ひろし大全集　10LP
11. リクエストベスト12（1982年9月）
12. 全曲集（1983年1月）
13. 全曲集（1983年12月）
14. シングル50W記念五木ひろし全曲集 I（1985年）
15. シングル50W記念五木ひろし全曲集 II（1985年）
16. シングル50W記念五木ひろし全曲集 III（1985年）
17. ベストセレクション そして…めぐり逢い（1985年） カバー「桃色吐息」「抱きしめてジルバ」「ワインレッドの心」「愛人」収録
18. 全曲集（1986年1月25日）
19. ベストコレクション 浪花盃（1986年10月） カバー「ゆうすげの恋」「雪國」「熱き心に」「愛燦燦」「恋におちて」「時の流れに身をまかせ」「天城越え」 収録
20. 全曲集（1987年）
21. それは…黄昏 ベストコレクション（1988年8月25日） カバー「北の旅人」「憂き世川」「想いで迷子」「みだれ髪」「無錫旅情」「人生いろいろ」「女の駅」「命くれない」収録
22. 全曲集（1988年11月25日）
23. 全曲集-心-（1990年11月25日）
24. ベストコレクション（1991年1月1日）
25. 日本のうた・心のうた・我が人生の歌（1991年）
26. 全曲集 おしどり（1991年）
27. 全曲集（1991年11月25日）
28. 全曲集'92（1992年11月25日）
29. 全曲集 べにばな（1992年10月25日）
30. 股旅ベスト18〜旅鴉〜（1993年11月25日）
31. ベストコレクション'94　女ひとり（1994年6月25日）
32. シングルA面パーフェクトコレクション（1994年7月21日）　5CD
33. 全曲集　汽笛  女・ひとり（1994年11月25日）
34. 全曲集　スーパーヒットコレクション（1996年10月21日）　2CD
35. オリジナル特撰〜紫陽花〜（1997年7月24日）
36. 全曲集〜紫陽花・雑草〜（1997年11月6日）
37. 全曲集〜酒 ひとり・千日草〜（1998年10月21日）
38. 芸能生活35周年大全集“あなたと共に35周年五木ひろし大全集（1998年12月10日）　14CDボックス
39. わが心の港歌（1999年9月22日）
40. 全曲集〜再り会い〜（1999年10月23日）
41. 全曲集 20世紀ヒットパレード 思い出のアルバム より（2000年10月25日）　2CD　オリジナルアルバム「愛・過ぎ行く日」より「面影橋」「ねじ子の数え歌」 が初CD化
42. 2001五木ひろし全曲集　逢いたかったぜ（2001年10月24日）
43. 名曲30撰〜NHK紅白歌合戦歌唱 全30曲〜（2002年7月24日）　2CD
44. 五木ひろし〜作詞家「山口洋子の世界」を歌う〜（2002年10月23日）
45. カバー&セルフコレクション（2003年4月2日） カバー「地上の星」「大きな古時計」「涙そうそう」収録
46. 2003 全曲集〜望郷の詩〜（2003年9月3日）
47. 夜の五木、あなたのひろし Hiroshi in the Night Fever（2004年1月21日）
48. 芸能生活40年記念 五木ひろしオリジナル40「新宿駅から40年」（2004年6月23日）　3CD
49. 芸能生活40周年記念 五木ひろしが歌う!「日本の歌謡史・特選40」（2004年6月23日）　3CD
50. いろはにほへどはやりうた〜酒よおもひでつれてこい〜（2004年9月29日）
51. 魅惑の吉田正メロディーを歌う（2004年10月27日）
52. 五木ひろし全曲集〜アカシア挽歌・雪燃えて〜（2004年10月27日）
53. 昭和抄歌1（2005年04月27日）
54. 昭和抄歌2（2005年05月25日）
55. 五木寛之・五木ひろし作品集　ふりむけば日本海（2005年8月24日）
56. 旅路のはてに歌ありて（2005年12月7日）
57. 全曲集2006〜ふりむけば日本海〜（2005年10月26日）　新録セルフカバー「霧のかもめ唄」「紅い月」収録
58. 艶歌: 高瀬舟（2006年7月26日）
59. 「闘魂の譜」作詞家編（2006年8月23日）
60. 「闘魂の譜」作曲家編（2006年8月23日）
61. 全曲集2007（2006年10月25日）
62. アコースティックアルバム（2007年4月11日）
63. 「阿久悠」の名作を歌う（2007年9月21日）
64. 全曲集2008〜ゆめかぜ〜（2007年11月27日）
65. 全曲集2009（2008年12月10日）
66. 時代をつなぐ流行歌（2009年6月24日）
67. 全曲集2010（2009年11月6日）
68. [40周年記念盤] 五木ひろしBEST40（2010年9月29日）
69. 股旅〜旅笠道中・旅鴉〜（2010年12月8日）
70. 全曲集2011（2010年12月22日）
71. ギターの弾き語りで歌う〜オリジナルソング編（2012年11月20日）　廉価ベスト
72. ギターの弾き語りで歌う〜カヴァー名曲編（2012年11月20日）　廉価ベスト
73. 三大作詞家トリビュートアルバム 〜石本美由起、星野哲郎、吉岡治に捧ぐ〜（2011年5月25日）　3CD
74. 全曲集2013 夜明けのブルース（2012年11月28日）
75. なつかしの歌のアルバム（2013年9月10日）　4CD
76. 五木ひろし ベストセレクションI 1971〜1994（2013年8月7日）　廉価ベスト
77. 五木ひろし ベストセレクションII 1971〜1994（2013年8月7日）　廉価ベスト
78. 五木ひろし ベストセレクションIII 1971〜1994（2013年8月7日）　廉価ベスト
79. 全曲集2014（2013年11月27日）
80. 芸能生活50周年記念大全集〜シングルセレクション〜（2014年3月5日）　4CD
81. 芸能生活50周年記念大全集〜カップリングセレクション〜（2014年3月5日）　4CD
82. 芸能生活50周年記念大全集〜ライブ盤セレクション1〜（2014年3月5日）　4CD
83. 芸能生活50周年記念大全集〜ライブ盤セレクション2〜（2014年3月5日）　4CD
84. 芸能生活50周年記念大全集〜ライブ盤セレクション3〜（2014年3月5日）　4CD
85. 芸能生活50周年大全集BOX（2014年11月26日）　4CD×5セット+DVD
86. 全曲集2015（2014年11月26日）

### ライブ・アルバム
1. ファースト・リサイタル 熱唱の三時間（1973年5月）　2LP
2. ライブアンコール ふるさとの町 ふるさとの歌（1973年11月）　2LP
3. ライブ3 母の歌こころの歌（1974年9月）　2LP
4. ライブ4 昭和歌謡史五十年（1975年7月）　2LP
5. 日劇ライブ　この五年・・・・（1975年）　2LP
6. ラスベガス・オン・ステージ（1976年）　2LP
7. ラスベガス・イン'77（1977年）　2LP
8. ベストヒット リサイタル（1977年7月）　2LP
9. '77 秋 五木ひろしリサイタル
10. THE WORLD OF HIROSHI LAS VEGAS '78（1978年11月）
11. 79年五木ひろしです（1979年）
12. 五木ひろし Final in Budokan 武道館（1981年）　2LP
13. シルクロードの旅（1983年11月）
14. 大阪新歌舞伎座ライブ　歌・舞・奏スペシャル（1994年2月25日）　2CD
15. 五木ひろしリサイタルライブ（21世紀の喝采がきこえる）（1997年6月18日）　2CD
16. 五木ひろしリサイタル IN 青山劇場′98（1998年8月26日）　2CD
17. 芸能生活35周年記念 〜東京シティフィルコンサートライヴ（1999年3月17日）　2CD
18. 御園座ライブ '02「歌・舞・奏」（2002年9月4日）　2CD
19. 五木ひろし日本歌謡史100年（2007年8月22日）　3CD
20. 五木ひろし日本歌謡史100年!〜昭和編〜（2008年8月27日）　2CD

## 楽曲提供
※全て作曲作品。
- 青木美保
  - 「夢一輪」（1986年）
  - 「紅の花」（2011年）
- 石原詢子
  - 「紅い月」（2004年）
  - 「春の恋唄」（2004年）
- 市川由紀乃
  - 「逢いたいなぁ」（2019年）
- 五木ひろし&石原詢子
  - 「朝まで恋人」（2005年）
- 角川博
  - 「船宿」（2000年）
  - 「風花の恋」（2003年）
  - 「蒼い糸」（2015年）
- 北川大介
  - 「倖せの隠れ場所」（2019年）
- 弦哲也
  - 「犬吠埼〜おれの故郷〜」（2015年）
- 城之内早苗
  - 「霧のかもめ唄」（2004年）
- 藤あや子
  - 「忘却の雨」（2009年）
- 前田有紀
  - 「東京、宵町草。」（2002年）
- 松原健之
  - 「マリモの湖」（2009年）
- 山川豊
  - 「死なず花」（1983年）

## 出演

### NHK紅白歌合戦出場歴
- 通算出場回数：50回（北島三郎に並び[注釈 30]、歴代第1位タイ）
- 連続出場回数：50回（歴代第1位）
- 通算出場曲数：41曲（歴代単独第1位）
- 通算トリ回数：13回（美空ひばり、北島三郎と並び歴代第1位タイ）
- 連続トリ回数：3回（美空ひばり、MISIA、SMAP、福山雅治に次ぎ、島倉千代子、森進一、石川さゆりと並び、歴代第5位タイ）
- 通算大トリ回数：6回（美空ひばり、北島三郎に次ぎ、SMAPと並び、歴代第3位タイ）
- 出場年オリジナル・シングル発売曲通算歌唱回数：40回（歴代単独第1位）

| 年度   | 放送回 | 回 | 曲目                                           | 備考           |
| ------ | ------ | -- | ---------------------------------------------- | -------------- |
| 1971年 | 第22回 | 初 | よこはま・たそがれ                             |                |
| 1972年 | 第23回 | 2  | 待っている女                                   |                |
| 1973年 | 第24回 | 3  | ふるさと                                       |                |
| 1974年 | 第25回 | 4  | 浜昼顔                                         |                |
| 1975年 | 第26回 | 5  | 千曲川                                         | 白組トリ       |
| 1976年 | 第27回 | 6  | 愛の始発                                       | 白組トリ（2）  |
| 1977年 | 第28回 | 7  | 灯りがほしい                                   | 大トリ（3）    |
| 1978年 | 第29回 | 8  | 熱愛                                           |                |
| 1979年 | 第30回 | 9  | おまえとふたり                                 | 白組トリ（4）  |
| 1980年 | 第31回 | 10 | ふたりの夜明け                                 | 白組トリ（5）  |
| 1981年 | 第32回 | 11 | 人生かくれんぼ                                 | トリ前         |
| 1982年 | 第33回 | 12 | 契り                                           | トリ前（2）    |
| 1983年 | 第34回 | 13 | 細雪                                           |                |
| 1984年 | 第35回 | 14 | 長良川艶歌                                     | トリ前（3）    |
| 1985年 | 第36回 | 15 | そして…めぐり逢い                              | トリ前（4）    |
| 1986年 | 第37回 | 16 | 浪花盃                                         | トリ前（5）    |
| 1987年 | 第38回 | 17 | 追憶                                           | 大トリ（6）    |
| 1988年 | 第39回 | 18 | 港の五番町                                     |                |
| 1989年 | 第40回 | 19 | 暖簾                                           |                |
| 1990年 | 第41回 | 20 | 心                                             |                |
| 1991年 | 第42回 | 21 | おしどり                                       |                |
| 1992年 | 第43回 | 22 | 終着駅                                         |                |
| 1993年 | 第44回 | 23 | べにばな                                       |                |
| 1994年 | 第45回 | 24 | 汽笛                                           | 白組トリ（7）  |
| 1995年 | 第46回 | 25 | 酒 尽々                                        |                |
| 1996年 | 第47回 | 26 | 女の酒場                                       | トリ前（6）    |
| 1997年 | 第48回 | 27 | 千曲川（2回目）                                | 大トリ（8）    |
| 1998年 | 第49回 | 28 | 酒ひとり                                       | 白組トリ（9）  |
| 1999年 | 第50回 | 29 | 夜空                                           | トリ前（7）    |
| 2000年 | 第51回 | 30 | 山河                                           | 大トリ（10）   |
| 2001年 | 第52回 | 31 | 逢いたかったぜ                                 | トリ前（8）    |
| 2002年 | 第53回 | 32 | おふくろの子守唄                               | 大トリ（11）   |
| 2003年 | 第54回 | 33 | 逢えて…横浜                                    |                |
| 2004年 | 第55回 | 34 | 雪燃えて                                       | 白組トリ（12） |
| 2005年 | 第56回 | 35 | ふりむけば日本海                               |                |
| 2006年 | 第57回 | 36 | 高瀬舟                                         |                |
| 2007年 | 第58回 | 37 | 契り（2回目）                                  | 大トリ（13）   |
| 2008年 | 第59回 | 38 | 凍て鶴                                         |                |
| 2009年 | 第60回 | 39 | 凍て鶴（2回目）                                |                |
| 2010年 | 第61回 | 40 | おしろい花                                     |                |
| 2011年 | 第62回 | 41 | ふるさと（2回目）                              |                |
| 2012年 | 第63回 | 42 | 夜明けのブルース                               |                |
| 2013年 | 第64回 | 43 | 博多ア・ラ・モード                             |                |
| 2014年 | 第65回 | 44 | よこはま・たそがれ（2回目）                    |                |
| 2015年 | 第66回 | 45 | 千曲川（3回目）                                |                |
| 2016年 | 第67回 | 46 | 九頭竜川                                       |                |
| 2017年 | 第68回 | 47 | 夜空（2回目）                                  |                |
| 2018年 | 第69回 | 48 | VIVA LA VIDA! 〜生きてるっていいね!〜          | 前半トリ       |
| 2019年 | 第70回 | 49 | VIVA LA VIDA! 〜生きてるっていいね!〜（2回目） | 前半トリ（2）  |
| 2020年 | 第71回 | 50 | 山河（2回目）                                  | 前半トリ（3）  |

付記
- 備考のトリなどの次にある( )はトリ等を務めた回数を表す。

### 日本レコード大賞出演歴
| 年度   | 回 | 曲目                             | 賞                       |
| ------ | -- | -------------------------------- | ------------------------ |
| 1971年 | １ | よこはま・たそがれ               | 歌唱賞                   |
| 1972年 | 2  | 夜汽車の女                       | 歌唱賞                   |
| 1973年 | 3  | 夜空                             | 歌唱賞・大賞受賞曲       |
| 1974年 | 4  | みれん                           | 最優秀歌唱賞             |
| 1975年 | 5  | 千曲川                           | 最優秀歌唱賞             |
| 1978年 | ６ | 影を慕いて                       | 古賀政男記念賞           |
| 1979年 | ７ | おまえとふたり                   | 金賞                     |
| 1980年 | 8  | ふたりの夜明け                   | 金賞                     |
| 1981年 | 9  | 人生かくれんぼ                   | 金賞                     |
| 1982年 | 10 | 契り                             | 金賞                     |
| 1983年 | 11 | 細雪                             | 金賞                     |
| 1984年 | 12 | 長良川艶歌                       | 金賞・大賞受賞曲         |
| 1985年 | 13 | そして…めぐり逢い                | 金賞                     |
| 1986年 | 14 | 浪花盃                           | 金賞                     |
| 1987年 | 15 | 追憶                             | 金賞                     |
| 1988年 | 16 | 港の五番町                       | 金賞                     |
| 1998年 | 17 | 未知                             | 美空ひばりメモリアル選奨 |
| 2004年 | 18 | おんなの絵本                     | ベストアルバム賞         |
| 2006年 | 19 | 高瀬舟                           | 作曲賞                   |
| 2009年 | 20 | 凍て鶴                           | 最優秀歌唱賞             |
| 2012年 | 21 | 夜明けのブルース                 | 作曲賞                   |
| 2014年 | 22 | 夜空 長良川艶歌 夜明けのブルース | 特別歌謡音楽賞           |
| 2024年 | 23 | 夜空 長良川艶歌 こしの都         | 日本作曲家協会選奨       |

### ももいろ歌合戦出場歴
| 2021年 | 第5回 | 1 | 契り | 大トリ（1） |
| 2022年 | 第6回 | 2 | 山河 | 大トリ（2） |

### 音楽番組（司会）
- 日本の名曲 人生、歌がある（2013年10月2日 - 2019年3月27日、BS朝日 / 制作：P&D）

### テレビドラマ
- 狼・無頼控 第4話「地獄の罠」（1973年、毎日放送制作・NET系）
- 日本沈没 第14話「明日の愛」（1974年、TBS系） - 桂省吾 役
- 今日だけは（1977年、TBS系） 服部佳／作　石井ふく子／プロデューサー
- 銭形平次（フジテレビ系）
  - 第689話「大江戸十手祭り」（1979年） - を組の音吉 役
  - 第888話「ああ十手ひとすじ!!八百八十八番大手柄 さらば我らの平次よ永遠に」（1984年） - い組の半次 役
- 遠山の金さん（テレビ朝日系）
  - 第1シリーズ 第22話「夕陽の渡世人! 子連れ旅でござんす」（1982年） - 長五郎 役
  - 第2シリーズ 第33話「男ひとり 流れのままに」（1986年）
- サザエさん（1981年、フジテレビ系） - ノリスケ役
- 子連れ刑事（1985年、TBS系）
- 次郎長三国志　東海道の暴れん坊（1988年、テレビ朝日系） - 吉良の仁吉 役
- 大河ドラマ（NHK総合）
  - 春日局（1989年） - 明智光秀 役　
  - 利家とまつ〜加賀百万石物語〜（2002年） - 不破光治 役
- 大忠臣蔵（1989年、テレビ東京系）
- 新・三匹が斬る! 第1話(SP)「懸賞首、三つ揃って夢道中」（1992年、テレビ朝日系） - おみくじ新之助 役
- 月曜ドラマスペシャル『ど素人刑事殺人事件簿 慕情編』（1996年、TBS系） - 主演・如月公平 役
- 金曜エンタテイメント『熱血ド演歌分校先生の事件通信簿 熱血!イノシシ先生の事件通信簿』（1998年、フジテレビ系） - 主演・猪沢慎太郎 役
- 金田一少年の事件簿 第8話「露西亜人形殺人事件」・特別出演（2001年、日本テレビ系）
- ムコ殿2003（2003年、フジテレビ） 与謝野孝 役
- はぐれ刑事純情派 ファイナル 第8話「オムライス殺人事件!? 不運に泣く安浦刑事!」（2005年、テレビ朝日系） - 西村洋一 役
- 忠臣蔵 瑤泉院の陰謀（2007年、テレビ東京系） - 荻生徂徠 役
- 月曜ゴールデン『心研ぎます! 鷹宮光次郎の旅情事件簿 刀研ぎ師の人情放浪記』（2007年、TBS系） - 主演・鷹宮光次郎 役
- 連続テレビ小説『ちりとてちん』（2007年 - 2008年、NHK総合） - 五木ひろし（本人） 役
- 約束のステージ 〜時を駆けるふたりの歌〜（2019年、読売テレビ・日本テレビ系） - 山下淳（全日本歌謡選手権の審査員） 役[56]

### ラジオ
- 花の五大スター チャンピオン大放送（ニッポン放送、1978年10月 - 1979年3月、金曜日）
- ハッピーバラエティ ほかほか大放送（ニッポン放送、1979年10月 - 1980年3月、金曜日）

### 映画
- 銀蝶渡り鳥（1972年、東映） - 五木ひろし（本人）役
- ミスターどん兵衛（1980年、東映）※映画音楽

### CM
- 味の素「バラエティギフト」（1978年 - 1981年。1980年- 1981年は三ツ矢歌子と共演）
- NTT「ホリデー」[注釈 31]（1985年）、「ウィークエンド・コール」（1986年。サラリーマン役）
- 大阪ガス「ガスルームエアコン イーナ」（1990年。シカゴの『素直になれなくて』をカバー）
- サントリー「モルツ」（1991年）
- スズキ「カルタス・クレセント」（1995年、父親役。CMソングは『パパとあそぼう』）
- キリンビバレッジ「FIRE」（2000年。バーテンダーに扮した五木がスティーヴィー・ワンダーの楽曲『フィール・ザ・ファイア』の日本語版を歌唱）
- あわら温泉グランディア芳泉 企業広告（2003年頃。ラジオCMにも出演）[57]
- 木下グループ「木下の介護」（2011年。コロッケと共演）[58]
- ふくいブランド米推進協議会「いちほまれ」（2018年）[59][60]
- エクスコムグローバル「イモトのWiFi」（2019年。CMソング『私はイモトPartII』歌唱のみ）[61]
- HIROTSUバイオサイエンス「N-NOSE」（2023年）[62]